# Fehmarn

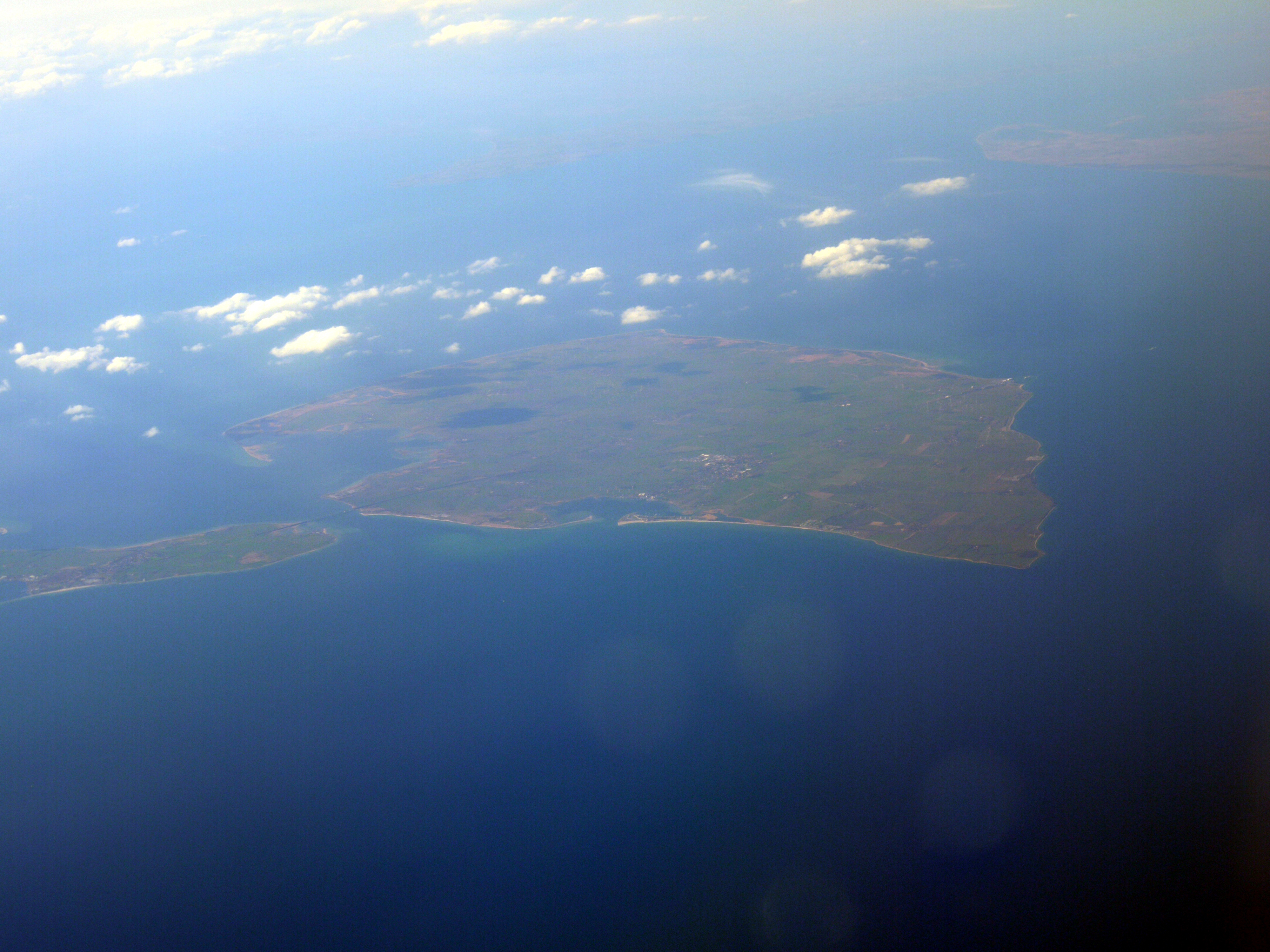
Fehmarn; Blick aus Südosten in nordwestliche Richtung. Die Landzunge am linken Bildrand gehört zum Festland; die Fehmarnsundbrücke überbrückt die Meerenge. Rechts oben im Bild ist die dänische Insel Lolland zu erkennen; Luftbild 2007.

Fehmarn (dänisch Femern) ist eine deutsche Ostseeinsel und nach Rügen und Usedom die drittgrößte Insel Deutschlands. Sie gehört zum Kreis Ostholstein in Schleswig-Holstein. Am 1. Januar 2003 wurde die Stadt Fehmarn durch die Fusion der seit dem 1. Januar 1978 verbliebenen vier Gemeinden der Insel Burg, Bannesdorf, Landkirchen und Westfehmarn gebildet. Hauptort und Verwaltungssitz ist Burg auf Fehmarn. Die Insel ist durch Landwirtschaft und Tourismus geprägt.

## Geographie

### Geographische Lage
Fehmarn ist 185 km² groß, verfügt über rund 78 km Küstenlinie und liegt zwischen Kieler Bucht im Westen und Mecklenburger Bucht im Osten in der Ostsee. Im Süden ist sie durch den Fehmarnsund von der Halbinsel Wagrien getrennt und durch die Fehmarnsundbrücke verbunden. Im Norden ist Fehmarn durch den Fehmarnbelt von der dänischen Insel Lolland getrennt. Auf Fehmarn befindet sich in Staberhuk der östlichste Punkt Schleswig-Holsteins.
Fehmarn besitzt einige unterschiedliche Küstenlandschaften: Die Nordküste zwischen Markelsdorfer Huk und Puttgarden ist eine Dünenlandschaft mit Nehrungshaken und Strandseen. Die Ostküste ist steinig und besitzt eine Kliffküste.
Der Südstrand bei Burgtiefe und dem Wulfener Hals sind die südlichsten und weißesten Sandstrände der Insel. Hier ist der Küstenstreifen flach, ebenso wie im Westen. Die Insel liegt meist nur wenig über NHN. Die höchste Erhebung ist der Hinrichsberg (27,9 m), diesem folgt der Ochsenberg (24,9 m) und der Wulfener Berg (20,6 m).
Der größte Ort der Insel mit rund 6000 Einwohnern ist die ehemalige Stadt Burg, weitere 8000 leben in den anderen 42 Ortschaften der Insel. Nach Burg sind Landkirchen, das einige Jahrzehnte lang selbst Stadtrecht genoss, und Petersdorf die bedeutendsten Orte der Insel.
Auf oder nahe Fehmarn liegen mehrere kleine Inseln:
- Warder (etwa zehn Hektar) in der Orther Reede
- Kohlhoffinsel (etwa vier Hektar) im Burger Binnensee
- mehrere kleinere Binnenseeinseln (bis etwa 1,5 ha) in der nördlichen Seeniederung und bei Wallnau

Fehmarn steht nach Lübeck flächenmäßig an zweiter Stelle unter den Städten Schleswig-Holsteins.

### Gemeindegliederung
Ursprünglich, d. h. vor dem 30. September 1928, gliederte sich Fehmarn in 41 Gemeinden und 4 Gutsbezirke. Daher gibt es heute 46 Gemarkungen auf der Insel (nur auf dem ehemaligen Gemeindegebiet von Puttgarden gibt es eine zweite Gemarkung Puttgarden i.d.O., ausgeschrieben Puttgarden in der Ostsee, die im Wesentlichen aus der Wasserfläche des Fährhafens besteht). Als erstes wurden am 30. September 1928 die vier Gutsbezirke aufgelöst und benachbarten Gemeinden zugeschlagen. Die größte Gemeindezusammenlegung erfolgte zum Stichtag 1. April 1937, als 36 Gemeinden den verbleibenden Gemeinden Avendorf, Bannesdorf, Dänschendorf, Landkirchen, Meeschendorf und Petersdorf zugeschlagen wurden. Am 1. Januar 1978 kam Meeschendorf zu Bannesdorf, Avendorf zu Landkirchen, und Dänschendorf und Petersdorf zu Westfehmarn.
Am 1. Januar 2003 fusionierten die Stadt Burg auf Fehmarn und die drei Landgemeinden der Insel. Diese drei Gemeinden Bannesdorf auf Fehmarn, Landkirchen auf Fehmarn und Westfehmarn waren bis dahin als Amt Fehmarn miteinander verbunden gewesen. Seitdem bildet die gesamte Insel die Stadt Fehmarn. Dabei reicht das Stadtgebiet etwas über die Insel hinaus, denn es schließt auch den Burger Binnensee und den Fährhafen Puttgarden ein.

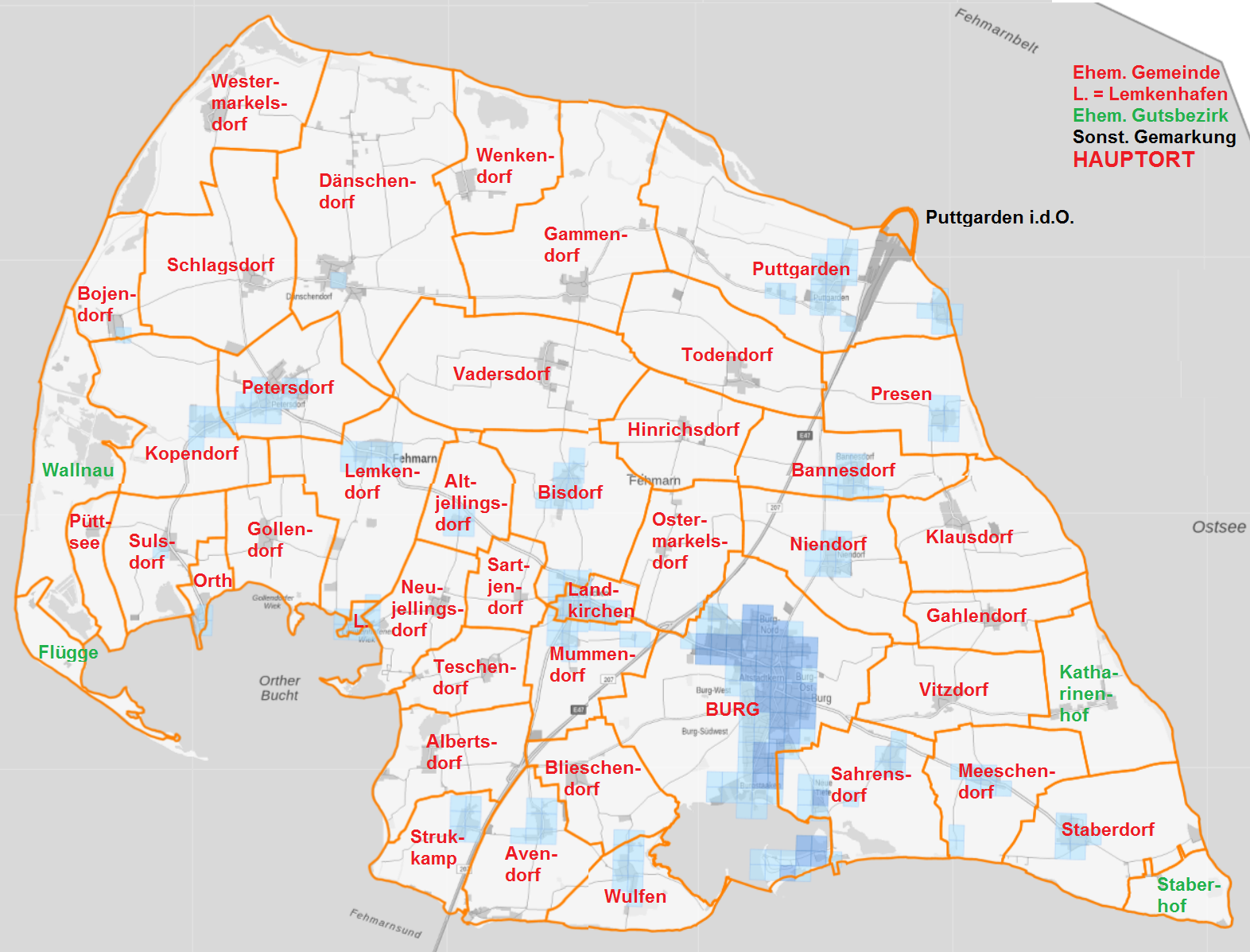
Gemarkungen auf dem Stadtgebiet (Insel, Burger Binnensee und Fährhafen Puttgarden)

| Gmk.- schlüssel | Gemarkung/ Ehem. Gde. o. Gutsbezirk | Ein- gemeindung am | Ein- gemeindung nach | Gemeinde- fläche 1928 | Gemarkungs- fläche Hektar | Bevölkerung Zensus 2011 | Lage |
| --------------- | ----------------------------------- | ------------------ | -------------------- | --------------------- | ------------------------- | ----------------------- | ---- |
| 014193          | Wallnau (Gutsbez.)                  | 30.09.1928         | Bojendorf            | 392                   | 499,13                    | 11                      | ⊙    |
| 014040          | Flügge (Gutsbez.)                   | 30.09.1928         | Püttsee              | 103                   | 123,38                    | 0                       | ⊙    |
| 014080          | Katharinenhof (Gutsbez.)            | 30.09.1928         | Vitzdorf             | 372                   | 372,12                    | 73                      | ⊙    |
| 014173          | Staberhof (Gutsbez.)                | 30.09.1928         | Vitzdorf             | 148                   | 147,37                    | 9                       | ⊙    |
| 014001          | Albertsdorf                         | 01.04.1937         | Avendorf             | 330                   | 343,81                    | 100                     | ⊙    |
| 014017          | Blieschendorf                       | 01.04.1937         | Avendorf             | 391                   | 324,65                    | 53                      | ⊙    |
| 014177          | Strukkamp                           | 01.04.1937         | Avendorf             | 307                   | 240,96                    | 124                     | ⊙    |
| 014201          | Wulfen                              | 01.04.1937         | Avendorf             | 203                   | 254.37                    | 132                     | ⊙    |
| 014084          | Klausdorf                           | 01.04.1937         | Bannesdorf           | 491                   | 490,28                    | 82                      | ⊙    |
| 014129          | Niendorf a.F.                       | 01.04.1937         | Bannesdorf           | 471                   | 470,74                    | 344                     | ⊙    |
| 014135          | Ostermarkelsdorf                    | 01.04.1937         | Bannesdorf           | 347                   | 346,63                    | 44                      | ⊙    |
| 014139          | Presen                              | 01.04.1937         | Bannesdorf           | 413                   | 410,39                    | 47                      | ⊙    |
| 014142          | Puttgarden                          | 01.04.1937         | Bannesdorf           | 951                   | 957,05                    | 492                     | ⊙    |
| 014205          | Puttgarden i.d.O.                   | 01.04.1937         | Bannesdorf           | -                     | 20,6                      | 0                       | ⊙    |
| 014188          | Todendorf                           | 01.04.1937         | Bannesdorf           | 482                   | 482,23                    | 94                      | ⊙    |
| 014159          | Schlagsdorf                         | 01.04.1937         | Dänschendorf         | 603                   | 617,41                    | 62                      | ⊙    |
| 014198          | Wenkendorf                          | 01.04.1937         | Dänschendorf         | 371                   | 371,68                    | 48                      | ⊙    |
| 014199          | Westermarkelsdorf                   | 01.04.1937         | Dänschendorf         | 550                   | 547,69                    | 65                      | ⊙    |
| 014004          | Altjellingsdorf                     | 01.04.1937         | Landkirchen          | 228                   | 227,84                    | 21                      | ⊙    |
| 014016          | Bisdorf                             | 01.04.1937         | Landkirchen          | 502                   | 502,22                    | 232                     | ⊙    |
| 014045          | Gammendorf                          | 01.04.1937         | Landkirchen          | 821                   | 820,9                     | 108                     | ⊙    |
| 014070          | Hinrichsdorf                        | 01.04.1937         | Landkirchen          | 337                   | 335,56                    | 36                      | ⊙    |
| 014121          | Mummendorf                          | 01.04.1937         | Landkirchen          | 314                   | 313,67                    | 126                     | ⊙    |
| 014123          | Neujellingsdorf                     | 01.04.1937         | Landkirchen          | 284                   | 283,58                    | 100                     | ⊙    |
| 014156          | Sartjendorf                         | 01.04.1937         | Landkirchen          | 168                   | 168,3                     | 17                      | ⊙    |
| 014185          | Teschendorf a.F.                    | 01.04.1937         | Landkirchen          | 233                   | 233,15                    | 62                      | ⊙    |
| 014189          | Vadersdorf                          | 01.04.1937         | Landkirchen          | 721                   | 721,96                    | 127                     | ⊙    |
| 014044          | Gahlendorf                          | 01.04.1937         | Meeschendorf         | 250                   | 249,9                     | 33                      | ⊙    |
| 014155          | Sahrensdorf                         | 01.04.1937         | Meeschendorf         | 472                   | 475,02                    | 342                     | ⊙    |
| 014172          | Staberdorf                          | 01.04.1937         | Meeschendorf         | 646                   | 496,42                    | 136                     | ⊙    |
| 014191          | Vitzdorf                            | 01.04.1937         | Meeschendorf         | 743                   | 370,87                    | 93                      | ⊙    |
| 014019          | Bojendorf                           | 01.04.1937         | Petersdorf           | 193                   | 196,64                    | 31                      | ⊙    |
| 014050          | Gollendorf                          | 01.04.1937         | Petersdorf           | 295                   | 296,53                    | 61                      | ⊙    |
| 014092          | Kopendorf                           | 01.04.1937         | Petersdorf           | 529                   | 525,31                    | 86                      | ⊙    |
| 014101          | Lemkendorf                          | 01.04.1937         | Petersdorf           | 561                   | 561,2                     | 121                     | ⊙    |
| 014102          | Lemkenhafen                         | 01.04.1937         | Petersdorf           | 15                    | 17,84                     | 110                     | ⊙    |
| 014134          | Orth                                | 01.04.1937         | Petersdorf           | 75                    | 74,88                     | 78                      | ⊙    |
| 014140          | Püttsee                             | 01.04.1937         | Petersdorf           | 242                   | 137                       | 19                      | ⊙    |
| 014182          | Sulsdorf a.F.                       | 01.04.1937         | Petersdorf           | 314                   | 312,67                    | 59                      | ⊙    |
| 014114          | Meeschendorf a.F.                   | 01.01.1978         | Bannesdorf           | 403                   | 403,13                    | 77                      | ⊙    |
| 014008          | Avendorf                            | 01.01.1978         | Landkirchen          | 284                   | 355,83                    | 160                     | ⊙    |
| 014029          | Dänschendorf                        | 01.01.1978         | Westfehmarn          | 1197                  | 1180,01                   | 388                     | ⊙    |
| 014136          | Petersdorf a.F.                     | 01.01.1978         | Westfehmarn          | 392                   | 392,16                    | 600                     | ⊙    |
| 014010          | Bannesdorf                          | 01.01.2003         | Stadt Fehmarn        | 358                   | 358,17                    | 214                     | ⊙    |
| 014025          | Burg                                | 01.01.2003         | Stadt Fehmarn        | 1443                  | 1446,86                   | 6357                    | ⊙    |
| 014099          | Landkirchen                         | 01.01.2003         | Stadt Fehmarn        | 86                    | 85,84                     | 946                     | ⊙    |
|                 | Insel/Stadt Fehmarn                 |                    |                      | 19031                 | 18564,95                  | 12520                   | ⊙    |

#### Burg

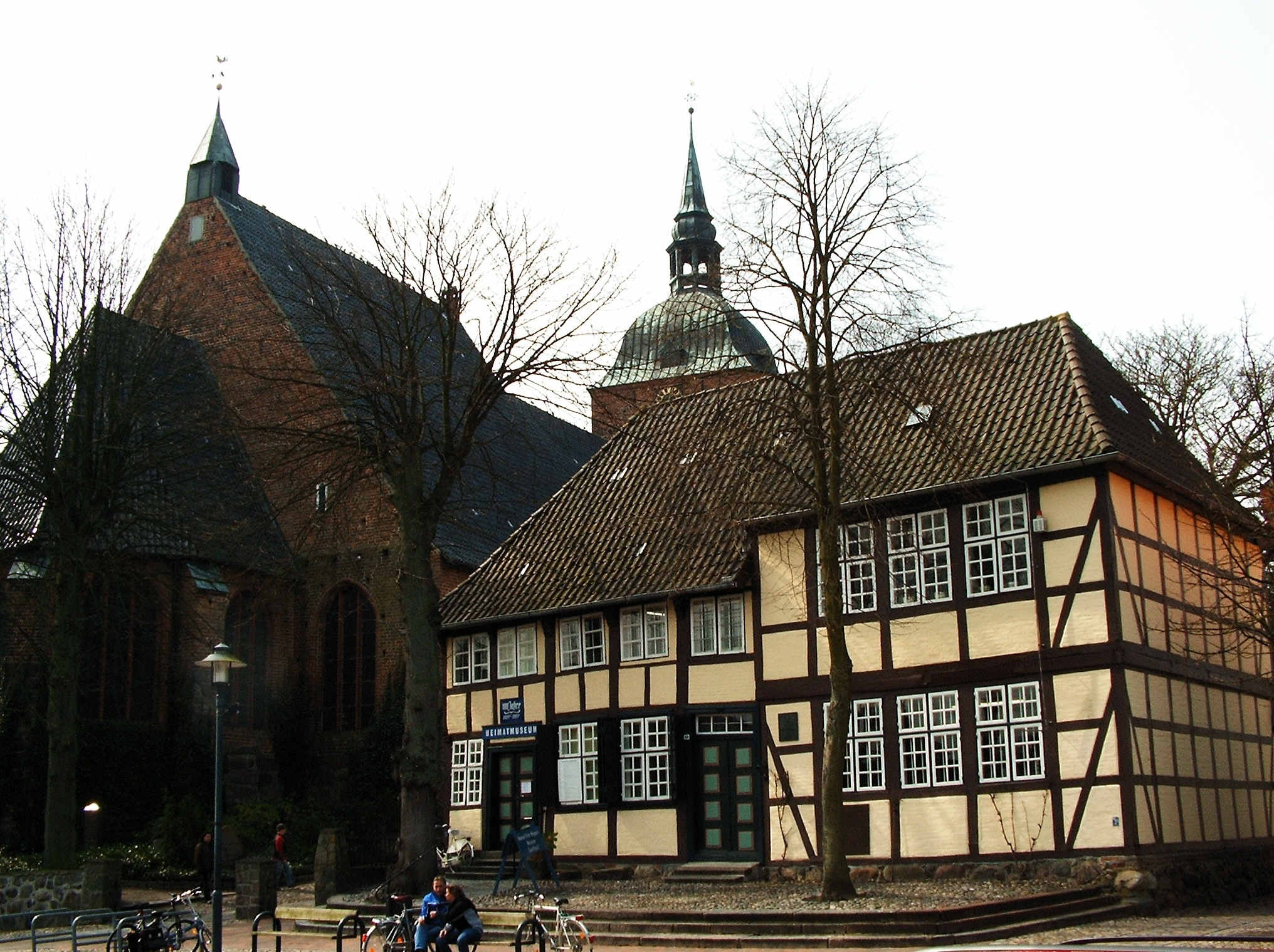
Heimatmuseum an der Nikolai-Kirche in Burg

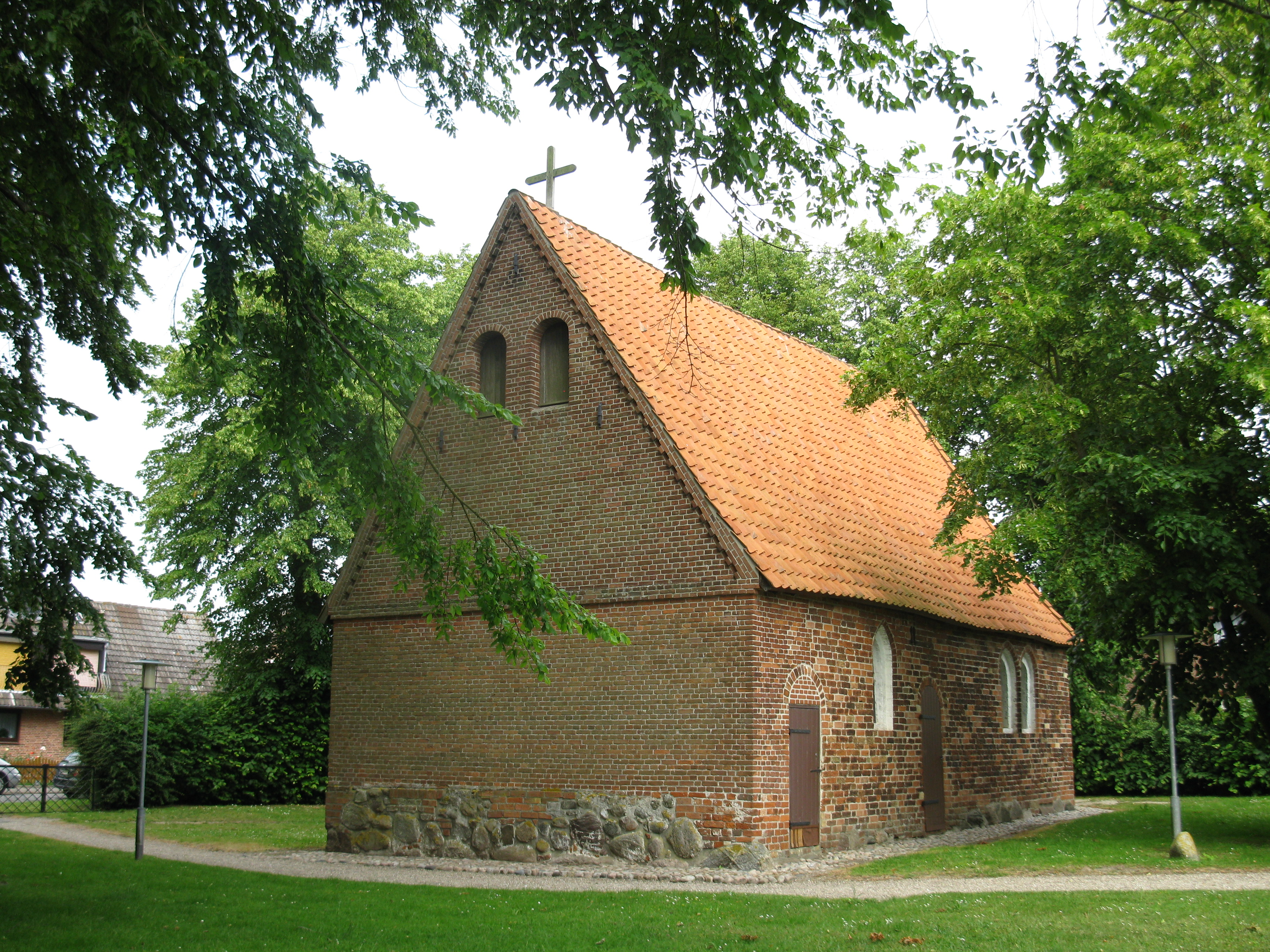
St.-Jürgen-Kapelle in Burg

Burg auf Fehmarn ist mit etwa 6000 Einwohnern der größte Ort und gleichzeitig das Zentrum der Stadt Fehmarn. Den Mittelpunkt von Burg bilden die um 1230 erbaute Kirche St. Nikolai und der zu ihrem Fuße liegende alte Friedhof, der mit alten Linden umpflanzt ist. Die Hauptstraße Burgs ist die Breite Straße. Zahlreiche Geschäfte säumen ihre Seiten, die überwiegend in alten Backsteinhäusern untergebracht sind. Westlich der Breiten Straße liegt der kopfsteingepflasterte Marktplatz, auf dem jeden Mittwoch ein Markt stattfindet. Dort steht das 1901 erbaute Rathaus mit seiner roten Backsteinfassade und seinen trutzigen Türmchen. Ein weiterer sehenswerter Backsteinenbau ist die gotische St.-Jürgen-Kapelle, die ursprünglich zu einem Siechenhaus gehörte. In den Gründerjahren entstanden unter dem damaligen Bürgermeister Lafrentz neue Villen-Straßenzüge, so im Südwesten der damaligen Stadt. 1905 erhielt Burg Anschluss an die Inselbahn. Seit den 1960er Jahren führt Burg das Prädikat eines Heilbades.
Burgstaaken war der stadteigene Hafen der früheren Stadt, der im Laufe der Zeit versandete. Im Jahre 1886 wurde der Hafen wieder instand gesetzt, zusätzlich wurde das Hafenbecken vertieft. Heute ist Burgstaaken Anlegestelle für Yachten und Kutter. Burgstaaken bietet dem Besucher Restaurants, verschiedene Freizeitangebote, den Direktverkauf von frischem Fisch auf den Kuttern sowie den Besuch in der Fischergenossenschaft Fehmarn, häufig falsch als Fischereigenossenschaft bezeichnet.
Burgtiefe ist der Südstrand Fehmarns. Bis in die 1960er Jahre noch eine große Nehrung im Südosten der Insel, wurde der Ausbau zum Heilbad begonnen. Hier hatte die Witwe Reinhard Heydrichs, Lina Heydrich, gelebt und ein Restaurant mit Ochsengrill betrieben. Heute steht hier das Fehmarn Hotel & Ferien-Centrum mit seinen drei von weitem schon sichtbaren Hochhäusern auf der Nehrung. Der Strand ist kurabgabepflichtig und erhielt 2003 eine neue Strandpromenade. Dort finden sich die Bade- & Wellnesswelt FehMare, der Yachthafen Burgtiefe, mehrere Gastronomiebetriebe, einige Läden und verschiedene Freizeitangebote.

#### Dörfer
Slawengründungen
Bannesdorf (Bauerndorf und Kirchort), Dänschendorf, Gahlendorf, Gammendorf-Siedendorf, Gollendorf, Hinrichsdorf, Klausdorf, Kopendorf, Lemkendorf, Meeschendorf, Puttgarden, Püttsee, Sahrensdorf, Schlagsdorf, Sulsdorf, Vitzdorf
Wüstungen (Lage unbekannt)
Todaenthorp, Dargenthorp, Taessenmaersthorp, Villa Christiani, Rataemaersthorp, Utaesthorp
Kolonistendörfer
Im Zuge der Ostkolonisation vor 1230 (Waldemarsches Erdbuch) entstandene Bauerndörfer mit zweiseitiger, parallel gegenüberliegender Dorfplatzbebauung mit giebelseitiger, eng aneinander liegender Gebäudereihung. Kolonisten waren Holländer, Friesen, Westfalen und Holsteiner.
Albertsdorf, Altjellingsdorf, Avendorf, Blieschendorf, Bojendorf, Gammendorf-Hohendorf, Mummendorf, Niendorf, Ostermarkelsdorf, Petersdorf (Bauerndorf und Kirchort), Sartjendorf, Teschendorf, Todendorf, Vadersdorf, Wenkendorf, Westermarkelsdorf, Wulfen
Neugründungen des 14. Jahrhunderts
Neujellingsdorf (Flugplatz bzw. Sonderlandeplatz), Strukkamp
Hafensiedlungen
Nach 1329 entstandene Orte in unmittelbarer Lage am Meeresraum, mit richtungsloser Dorfanlage, Vorherrschaft nicht bäuerlicher Berufe und ohne Flur.
Lemkenhafen, Orth
Sonstige
- Bisdorf, Presen und Staberdorf sind entweder Slawengründungen oder Kolonistendörfer.
- Landkirchen ist ein Kirchort ohne eigene Flur und entstand um die 1234 erstmals erwähnte Kirche herum.
- Altenteil, Fehmarnsund, Flügge (siehe unten Sonstiges), Gold, Katharinenhof, Marienleuchte, Neue Tiefe, Westerbergen

(spezielle Beschreibungen von Dörfern auf Fehmarn bei Horst Rohde)

### Klima
Die durchschnittliche Temperatur beträgt 8,3 °C, der durchschnittliche Niederschlag 571 mm. Nach Auskunft des Deutschen Wetterdienstes (DWD) war Fehmarn im Jahr 2008 die sonnenreichste Gegend Deutschlands.
|                       | Jan  | Feb  | Mär  | Apr  | Mai  | Jun  | Jul  | Aug  | Sep  | Okt  | Nov  | Dez  |   |       |
| Mittl. Tagesmax. (°C) | 1,8  | 2,0  | 4,9  | 9,2  | 14,6 | 18,9 | 20,3 | 20,6 | 17,4 | 12,7 | 7,5  | 3,8  | ⌀ | 11,2  |
| Mittl. Tagesmin. (°C) | −1,6 | −1,7 | 0,3  | 3,0  | 7,2  | 11,3 | 13,4 | 13,4 | 11,1 | 7,6  | 3,7  | 0,3  | ⌀ | 5,7   |
|                       |      |      |      |      |      |      |      |      |      |      |      |      |   |       |
| Niederschlag (mm)     | 43,7 | 29,9 | 35,3 | 40,9 | 46,6 | 47,3 | 68,3 | 49,3 | 52,5 | 45,5 | 60,4 | 51,4 | Σ | 571,1 |
|                       |      |      |      |      |      |      |      |      |      |      |      |      |   |       |
| Sonnenstunden (h/d)   | 1,4  | 2,4  | 3,5  | 5,9  | 7,7  | 8,8  | 7,8  | 7,6  | 5,4  | 3,5  | 1,9  | 1,3  | ⌀ | 4,8   |
|                       |      |      |      |      |      |      |      |      |      |      |      |      |   |       |
| Regentage (d)         | 10   | 8    | 9    | 9    | 9    | 9    | 9    | 9    | 9    | 9    | 11   | 10   | Σ | 111   |
|                       |      |      |      |      |      |      |      |      |      |      |      |      |   |       |
| Wassertemperatur (°C) | 3    | 2    | 2    | 5    | 9    | 13   | 17   | 18   | 15   | 12   | 9    | 5    | ⌀ | 9,2   |
|                       |      |      |      |      |      |      |      |      |      |      |      |      |   |       |
| Luftfeuchtigkeit (%)  | 90   | 88   | 87   | 84   | 82   | 80   | 81   | 81   | 82   | 86   | 87   | 89   | ⌀ | 84,7  |

| −1,6 |

| −1,7 |

| 0,3 |

| 3,0 |

| 7,2 |

| 11,3 |

| 13,4 |

| 13,4 |

| 11,1 |

| 7,6 |

| 3,7 |

| 0,3 |

| −1,6 |

| −1,7 |

| 0,3 |

| 3,0 |

| 7,2 |

| 11,3 |

| 13,4 |

| 13,4 |

| 11,1 |

| 7,6 |

| 3,7 |

| 0,3 |

### Natur

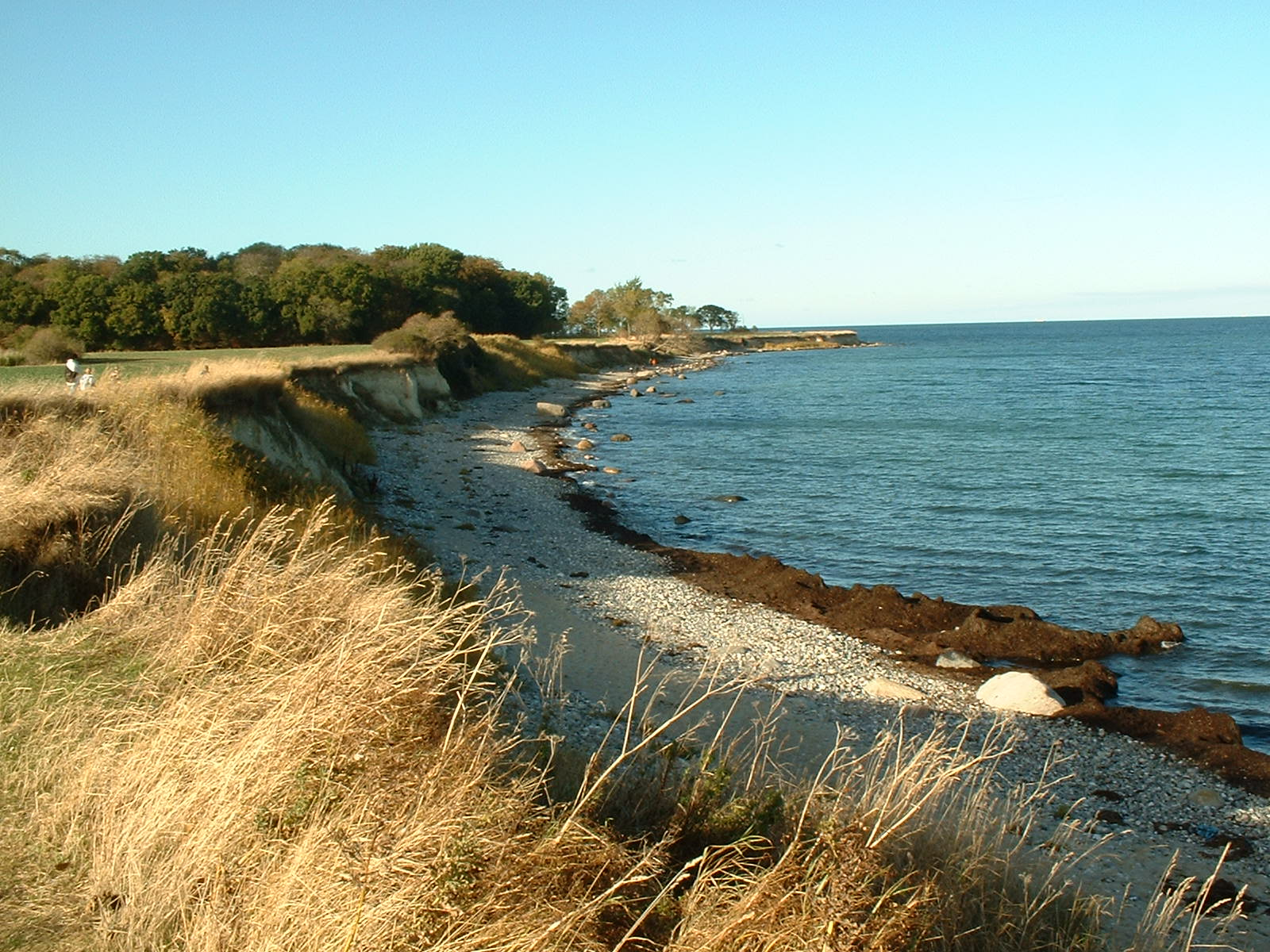
Küstenstrand im Süden Fehmarns

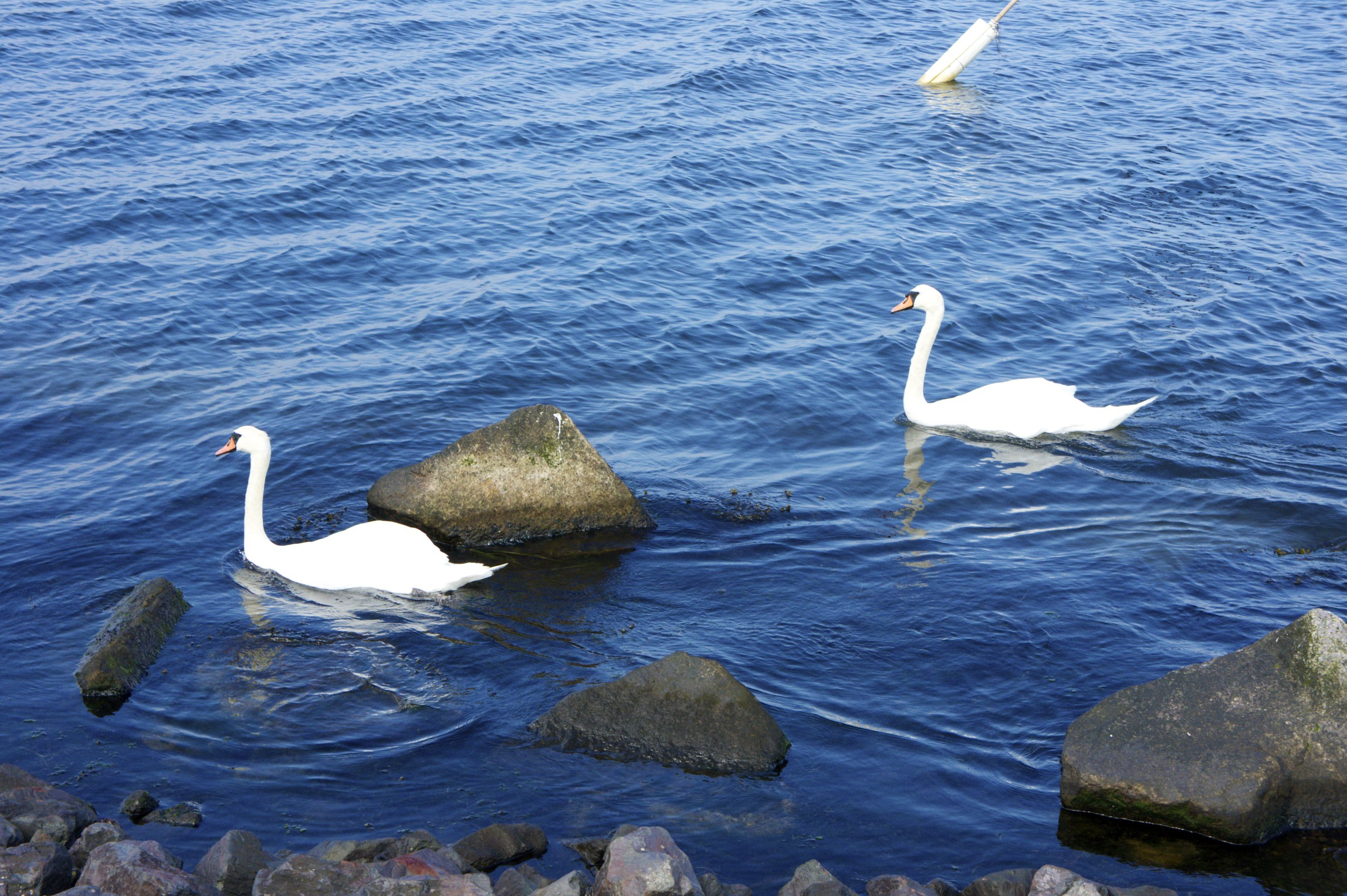
Schwäne auf Fehmarn

Die Fauna entspricht weitestgehend der Norddeutschlands. Häufig sind Kaninchen, Hasen, Rehe, Füchse und Marder. Allerdings sind einige Säugetiere auf Fehmarn nicht anzutreffen: Hirsch, Wildschwein, Dachs, Eichhörnchen und bis vor wenigen Jahren der Maulwurf. Auf Fehmarn liegt das Wasservogelreservat Wallnau. Das rund 300 Hektar große Areal an der Westküste der Ostseeinsel wurde ab 1975 als Brut- und Schutzstätte für Zugvögel eingerichtet. Ein Kanalsystem ermöglicht durch regelbare Wasserstände in Wiesen, Gräben und Teichen die Schaffung optimaler Brutbedingungen für über 80 Vogelarten.
Hier mündet auch die Kopendorfer Au, einziges Fließgewässer der Insel. Die Kopendorfer Au entspringt in Ostermarkelsdorf, umfließt Bisdorf nördlich und westlich und durchfließt Lemkendorf. Das namensgebenden Kopendorf liegt hingegen 200 Meter von der Au entfernt.

### Naturschutzgebiete auf Fehmarn
Fehmarn hat folgende Naturschutzgebiete:
- Grüner Brink
- Krummsteert-Sulsdorfer Wiek/Fehmarn
- Nördliche Seeniederung Fehmarn
- Wallnau/Fehmarn

Das Naturschutzgebiet „Fehmarnbelt“ ist ein nördlich von Fehmarn liegendes Meeresschutzgebiet.

## Geschichte
Erste Siedlungsspuren auf Fehmarn datieren aus der Zeit um 5000 v. Chr., als einige Fischer, vermutlich die Nachfolger von Rentierjägern, auf der Insel lebten, die damals noch mit dem Festland verbunden war. Etwa 2000 Jahre später entstanden die ersten Ansiedlungen von Ackerbauern. Vor rund 4300 Jahren wurde die Insel vom Festland abgetrennt.
Im 8. und 9. Jahrhundert kam es zur Besiedlung durch Slawen (Wagrier). Von den slawischen Siedlern stammt auch der Inselname. Fehmarn hat denselben etymologischen Hintergrund wie Pommern; letzteres leitet sich von po mor ab und bedeutet „am Meer“, Fehmarn von fe more, was „im Meer“ heißt.

### Erste Erwähnung
Die Insel wird in der um 1075 entstandenen Hamburgischen Kirchengeschichte des Adam von Bremen erstmals schriftlich erwähnt. Besiedelt war sie zu jener Zeit von Slawen. Gleiches berichtet noch rund 100 Jahre später Helmold von Bosau. Darüber hinaus fehlt es für die Geschichte Fehmarns vor dem 13. Jahrhundert an Schriftquellen. Es wird vermutet, dass die Christianisierung der Insel von Dänemark aus erfolgte, denn kirchlich war Fehmarn im späteren Mittelalter (bis zur Reformation) dem Bistum Odense auf Fünen unterstellt. Die ersten Kirchbauten in Burg, Petersdorf, Landkirchen und Bannesdorf wurden allesamt zwischen 1200 und 1250 errichtet. Spätestens um 1200 begannen Einwanderungen von Siedlerfamilien aus Holstein, Dithmarschen, Friesland, Niedersachsen und Dänemark auf Fehmarn. Für einige Zeit scheinen die kulturell verschiedenen Alt- und Neusiedler noch nebeneinanderher gelebt zu haben (die Dörfer Puttgarden, Dänschendorf, Gammendorf und Schlagsdorf haben noch heute zwei erkennbare Ortsteile). Die slawische Bevölkerung ging schließlich in der Einwandererbevölkerung auf und nahm deren Sprache an.

### Unter Schleswiger und Holsteiner Herrschaft
Die inzwischen zum Herzogtum Schleswig gehörige Insel wurde 1326 dänisches Lehen der Grafen von Holstein und erhielt im gleichen Jahr durch eine Handfeste des Grafen Johanns des Milden eine Gerichtsverfassung mit zwölf Geschworenen, die bis 1867 Bestand hatte.
Als am 28. Juni 1420 der dänische König Erich der Pommer mit 700 Schiffen und 3000 Söldnern vor der fehmarnschen Westküste aufkreuzte, konnte er mit Hilfe Lübscher „Bombardis“ unter erheblichen Verlusten abgeschlagen werden. Nach der Verspottung durch die Fehmaraner, angeblich mit den Worten „Wenn de Koh kann Siede spinnen, sall König Erich unser Land gewinnen“ (etwa: „Erst wenn die Kuh anfängt, Seide zu spinnen, kann es dem König Erich gelingen, unser Land zu gewinnen“), gelang diesem jedoch am 1. Juli 1420 bei der Fährschanze am Sunde die Landung. Der gebürtige Fehmaraner und Prorektor der Universität Kiel, Christian Kortholt, gab 1673 die Zahl der Toten dieser Schlacht mit 4000 an (1500 Dänen/Schweden und 2500 Insulaner). Schon vier Jahre später gelang jedoch die Rückeroberung durch die Holsteiner, und Graf Adolf VIII. förderte eine Neubesiedlung mit überwiegend Dithmarscher Bauerngeschlechtern.
Am 3. Mai 1580 erhielt Fehmarn eine blaue Lehnsfahne mit der goldenen Krone, die noch heute vor vielen Inselhäusern geflaggt wird. Die Krone tauchte bereits Mitte des 14. Jahrhunderts im Wappen auf. Mit der Conformatio Libertatis 1617 wurden die Adelsrechte eingeschränkt und der Insel freies Bauerntum gesichert. 1636 bestätigte der dänische König die Zugehörigkeit Fehmarns zum Herzogtum Schleswig. Während des Dreißigjährigen Krieges wurde am 29. Juni 1644 das früheste Fehmarnsche Gotteshaus, die Opfer- und Dankkapelle Peter und Paul am Puttgardener Strand, von schwedischen Kriegsschiffen zerstört.

### Unter dänischer Herrschaft: 1713–1864
1713 besetzte der dänische König Friedrich IV. (Dänemark und Norwegen) im Großen Nordischen Krieg (1700–1721) die noch nicht ihm gehörigen Anteile von Schleswig, so auch die Insel Fehmarn. 1720 wurden dem dänischen König im Frieden von Frederiksborg die ungeteilten Herrschaftsrechte im gesamten Herzogtum Schleswig zugesprochen. Am 22. August 1721 legten auch die Fehmaraner auf Schloss Gottorf den Huldigungseid auf ihren neuen Landesherrn ab. Der dänische König wurde in seiner Funktion als Herzog von Schleswig (es handelte sich um eine Personalunion) durch einen auf Schloss Gottorf residierenden Statthalter vertreten. Die lokalen Verwaltungsinstanzen blieben jedoch unverändert bestehen. Damit blieb die relativ eigenständige Landschaftsverfassung für Fehmarn erhalten. Es gab keine Leibeigenschaft und ein Adelsverbot, die Selbstverwaltung in den Kirchspielen nach dem Fehmarnschen Landrecht, landschaftliche Kriminalgerichte der Kirchspiele entschieden selbst über Leben und Tod. Burg hatte sein Lübsches Recht. Es folgte eine 80-jährige Friedensperiode. Die Schiffe konnten unter dem neutralen Danebrog segeln.
Die Napoleonische Zeit brachte für Dänemark den Krieg gegen England auf der Seite Frankreichs – es musste seine gesamte Flotte an England abtreten. Auf der Insel Fehmarn kam es jedoch zu keinen Kampfhandlungen. Die Insel verblieb nach dem Kieler Frieden vom 14. Januar 1814 weiterhin beim dänischen Gesamtstaat.
Im Jahre 1815 erschien das erste Fehmarnsche Tageblatt unter dem Namen Fehmarnsche Korrespondenz.
Am 28. Oktober 1832 wurde der neu errichtete Leuchtturm Marienleuchte in Dienst gestellt. Seinen Namen erhielt er von der dänischen Königin Marie von Hessen-Kassel. Sie soll mit ihrem Ehegatten, König Friedrich VI. (Dänemark und Norwegen), bei der Einweihung persönlich anwesend gewesen sein. Auf der Südseite des alten Turmes befindet sich das königlich dänische Wappen.
Zum Tod des dänischen Königs Christian VIII. am 20. Januar 1848 läuteten die Totenglocken auf Fehmarn drei Wochen lang zweimal täglich zwei Stunden.
Sein Tod löste den Schleswig-Holsteinschen Krieg (1848–1851) aus, bei dem es um eine Loslösung von der dänischen Krone ging: Die deutschgesinnten Schleswiger wollten dem Deutschen Bund beitreten. Die Errichtung einer Fehmarnschen Küstenmiliz hatte Kriegsminister Prinz von Noer als Mitglied der Provisorischen Regierung Schleswig-Holstein dem Gutsbesitzer von Katharinenhof, August Ferdinand von Leesen, übertragen. Dieser nahm am 15. April 1848 den dänischen Kapitän Edwin von Dirckinck-Holmfeld fest, der aufklären wollte, ob auf der Insel noch „dänische Sympathien“ vorhanden seien. Bei dieser Festnahme wurde ein dänischer Matrose erschossen. Als am 17. Juli 1850 einige hundert dänische Soldaten bei Katharinenhof landeten, floh von Leesen.
Der damalige Fehmarnsche Amtmann Ludwig Friedrich Carl Wilhelm von Moltke (ein Bruder des preußischen Feldmarschalls) war zwar eigentlich als dänischer Beamter angestellt, hatte aber offensichtlich ebenfalls die Seiten gewechselt und im Sinne der provisorischen Regierung in Kiel 1848 ein Statut zur Volksbewaffnung für die Landschaft Fehmarn gegen die Dänen unterzeichnet. Der Aufstand führte für die Schleswig-Holsteiner letztlich nicht zum Erfolg; von Moltke wurde daher 1851 aus dem Dienst entlassen.
Im Jahre 1854 fand am 27. Januar auf dem Köppelberg bei Petersdorf die letzte Hinrichtung nach dem Neuen Fehmarnschen Landrecht vor mehr als 3000 Zuschauern statt.
Die neue dänische Novemberverfassung von 1863 löste den Deutsch-Dänischen Krieg aus, der ab Februar 1864 von Preußen und Österreich im Namen des Deutschen Bundes gegen Dänemark geführt wurde. Am 15. März 1864 eroberten preußische Truppen Fehmarn, wobei zwei dänische und ein preußischer Soldat getötet wurden.
Noch am selben Tag huldigten die Fehmaraner auf dem Burger Markt in feierlicher Weise dem Prinzen Friedrich VIII. von Schleswig-Holstein in dem Glauben, er werde ihr neuer Herzog. Im Frieden von Wien (1864) trat Christian IX. die Herzogtümer an Österreich und Preußen ab. Fehmarn wurde wie ganz Schleswig 1867 preußische Provinz.
Damit endete nicht nur die 150-jährige dänische Herrschaft auf der Insel Fehmarn, sondern auch das traditionsreiche Fehmarnsche Selbstverwaltungsrecht.

### Unter preußischer Herrschaft

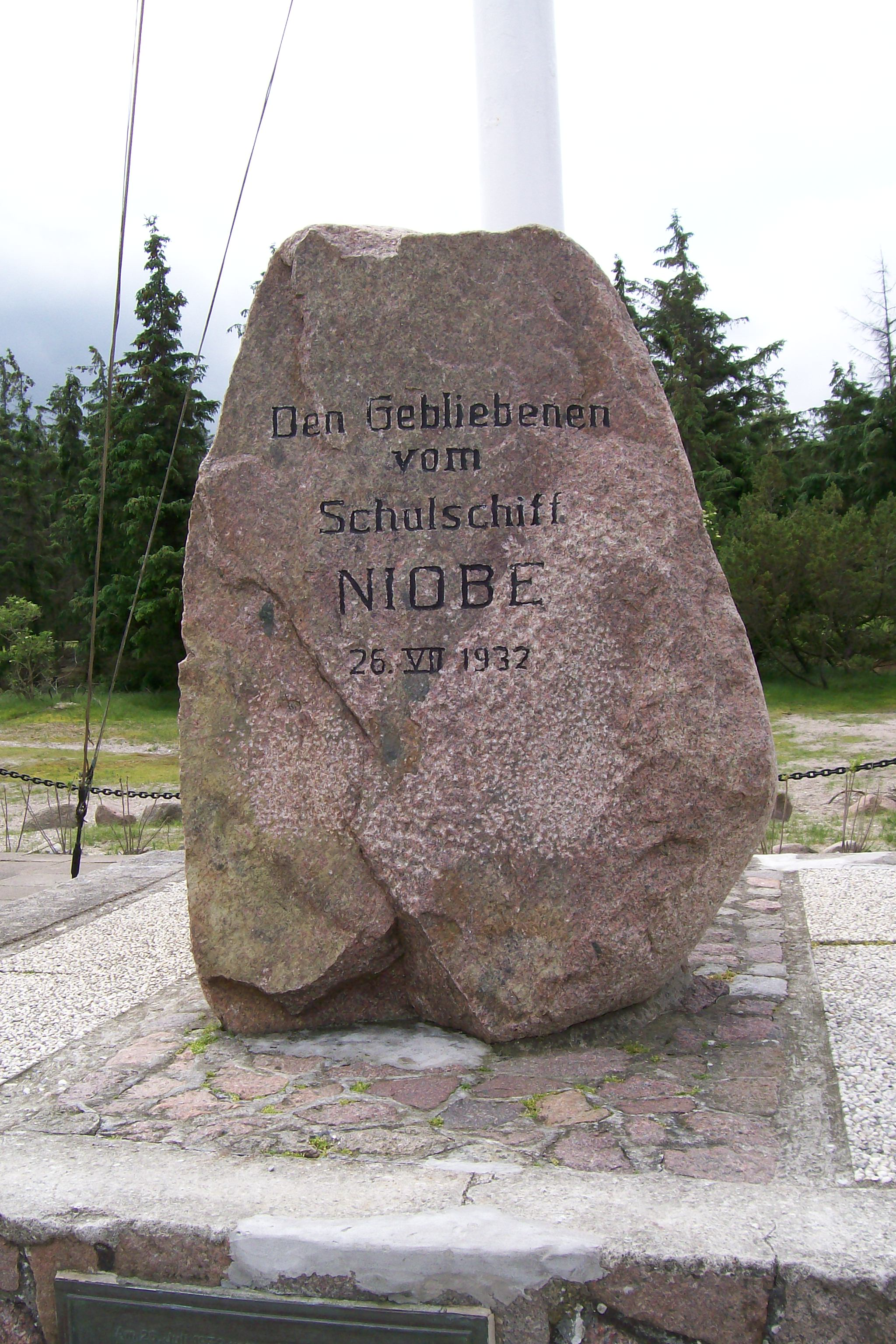
Niobe-Denkmal

1864 hatten sich die Herrschaftsverhältnisse auf Fehmarn während des Deutsch-Dänischen Krieges gravierend geändert:
In den Morgenstunden des 15. März 1864 stürmten 160 Preußen unter Hauptmann Xaver Edmund Karl von Mellenthin die Insel und überraschten die Dänen, die im Hotel Wisser am Burger Marktplatz residierten, im Schlaf. Nach einem kurzen Feuergefecht, das zwei Menschenleben kostete, wurde Fehmarn erobert. Ein Fischer namens Friedrich Stüben aus Heiligenhafen hatte die Preußen als Lotse über den Fehmarnsund gebracht und erhielt dafür von Preußen ein Pferd und einen Ehrensold von zehn Mark.
Fehmarn kam zunächst unter eine gemeinsame Verwaltung Preußens und Österreichs im Auftrag des Deutschen Bundes. Entsprechend den Bestimmungen des Vertrages von Gastein übernahm Preußen 1865 die alleinige Verwaltung. Nach dem Preußisch-Österreichischen Krieg wurde Fehmarn 1867 an Preußen angegliedert und gehörte seither zur Provinz Schleswig-Holstein. Die preußische Gemeindeverfassung wurde eingeführt und Fehmarn dem Kreis Oldenburg in Holstein zugeschlagen.
Im November 1872 überraschte eine katastrophale Sturmflut die Inselbewohner. In Orth wurde ein Wasserstand von 2,7 m über Mittelwasser gemessen. Etwa ein Drittel der Insel wurde überschwemmt und viele Häuser wurden zerstört.
Im Jahr 1932 sank das Segelschulschiff Niobe vor der Küste des „Grünen Brinks“, woran ein Denkmal erinnert.
Von ursprünglich 40 Landgemeinden waren nach Eingemeindungen zum 1. April 1937 noch ganze sechs übrig.
Am 7. Mai 1945, dem Tage der Unterzeichnung der Gesamtkapitulation der deutschen Wehrmacht, erreichten die ersten britischen Truppen den Burger Marktplatz. Fehmarn wurde gegen den Willen Stalins durch das Engagement Sir William Strangs, Baron of Stonesfield, britisches Besatzungsgebiet. Auf der Insel wurde durch die britische Besatzungsmacht ein Kriegsgefangenenlager für deutsche U-Boot-Fahrer errichtet.

### Von der Nachkriegszeit bis heute
Im Jahre 1946, nach dem Ende des Zweiten Weltkriegs, wurde Preußen von den Alliierten aufgelöst; Fehmarn wurde Teil des neu gegründeten Landes Schleswig-Holstein. Überlegungen, die Insel der SBZ zuzuschlagen, wurden durch Baron Strang of Stonesfield verhindert.
Im Jahre 1970 fand zwischen dem 4. und 6. September auf Fehmarn das letzte eigentliche Konzert des Musikers Jimi Hendrix statt. Später wurde dort ein Gedenkstein platziert. Noch heute werden hier regelmäßige Revival-Festivals durchgeführt.
Am 1. Januar 2003 entstand durch die Zusammenlegung der Gemeinden Bannesdorf, Landkirchen und Westfehmarn mit der Stadt Burg auf Fehmarn die heutige Stadt Fehmarn, die das gesamte Gebiet der Insel einnimmt.

### Infrastrukturgeschichte

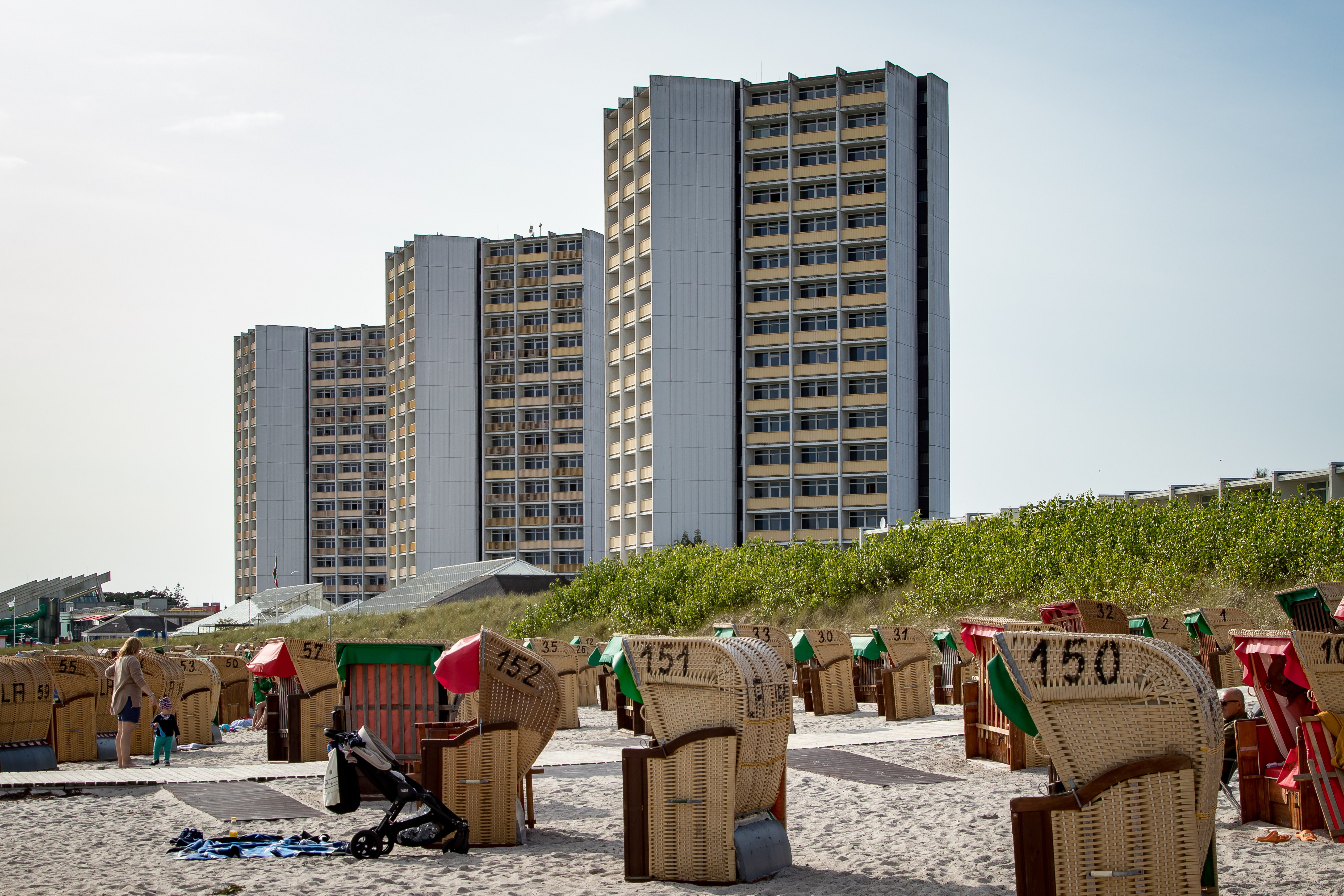
Hotelanlage am Südstrand, Sommer 2017

Ab 1905 wurde die Inselbahn erbaut, die den damaligen Hafen Fehmarnsund über Burg mit Orth im Westen verband. Schon 1921 begann die Planung für eine Sundbrücke. Einen Meilenstein für die Infrastrukturentwicklung auf Fehmarn stellte der Spatenstich zur Vogelfluglinie 1941 dar, in deren Rahmen 19 Jahre später mit dem Bau der Fehmarnsundbrücke begonnen wurde. Die Brücke wurde am 30. April 1963 vom damaligen Bundesverkehrsminister Hans-Christoph Seebohm feierlich eröffnet.
1978 war Fehmarn von der Außenwelt abgeschnitten: während der Schneekatastrophe 1978/1979 war die Verbindung zum Festland zeitweise unterbrochen und Technisches Hilfswerk und Bundeswehr mussten helfen.
Laut Staatsvertrag zwischen Deutschland und Dänemark soll Fehmarn durch eine feste Fehmarnbeltquerung mit der dänischen Insel Lolland verbunden werden.

### Bevölkerungsentwicklung
| Jahr      | 1730  | 1803  | 1845  | 1885   | 1925   | 1961   | 2006   | 2012   | 2015   | 2016   |
| Einwohner | 6.313 | 7.626 | 8.590 | 10.150 | 10.360 | 12.161 | 13.036 | 12.369 | 12.467 | 12.552 |

## Politik

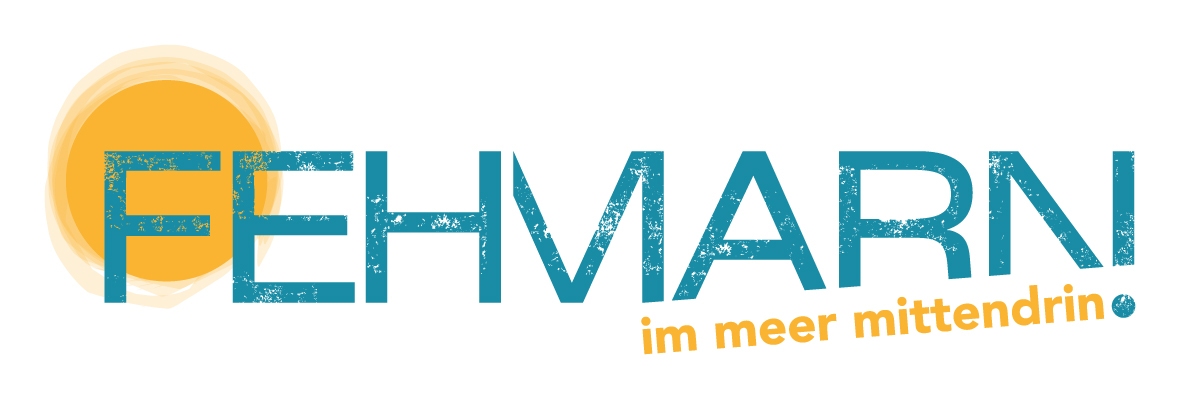
Logo für Öffentlichkeitsarbeit der Stadt Fehmarn (2016)

Bis Ende 2002 gab es auf der Insel Fehmarn vier Gemeinden (Bannesdorf, Burg, Landkirchen, Petersdorf). Angeschoben von einigen Gemeindevertretern der Landgemeinden entstand eine Diskussion über eine Gemeindezusammenlegung. Da das Pro und Kontra quer durch alle Parteien ging, beschlossen die Gemeinden, eine Befragung der Bevölkerung durchzuführen. Die hohe Zustimmung überraschte alle und führte so zur Bildung der Stadt „Fehmarn“ und somit wurde auch Burg, das bereits seit dem 16. Jahrhundert Stadtrecht genoss, ein Stadtteil der die ganze Insel umfassenden Stadt. Mit der Durchführung der Fusion wurde der einzige hauptamtliche Bürgermeister der Insel, Klaus Tscheuschner, beauftragt.
Als vereinzelt Befürchtungen aufkamen, dass die neue Stadt mit Klaus Tscheuschner, dem damaligen Bürgermeister der Stadt Burg, als Bürgermeister der gesamten Insel zu stark auf Burg ausgerichtet sein könnte, verzichtete dieser auf eine Kandidatur. Zum ersten Bürgermeister der Stadt Fehmarn wurde schließlich der parteilose Otto-Uwe Schmiedt gewählt. Er setzte sich unter anderem gegen einen gemeinsamen Kandidaten von CDU und SPD durch. Nach zwölf Amtsjahren wurde 2015 Jörg Weber (SPD) sein Nachfolger.

### Stadtvertretung
Die Stadtvertretung hat 28 Sitze. Die Sitzungen finden im Senator-Thomsen-Haus in Burg statt. Das Rathaus befindet sich auf dem Burger Marktplatz.
| Stadtvertretungswahl Fehmarn 2023 %403020100 34,8 %24,3 %17,3 %11,5 %7,6 %4,5 %n. k. %n. k. % FWVCDUSPDGrüneF³eFDPWUWÖDPGewinne und Verlusteim Vergleich zu 2018 %p 20 18 16 14 12 10 8 6 4 2 0 −2 −4 −6 −8−10−12−14+19,3 %p−3,5 %p−10,7 %p+1,3 %p+7,6 %p−0,9 %p−12,9 %p−0,1 %pFWVCDUSPDGrüneF³FDPWUWÖDPAnmerkungen:e F³ – Freie Fraktion für Fehmarn | Sitzverteilung in der Stadtvertretung Fehmarn seit 2023Insgesamt 28 Sitze - SPD: 5 - Grüne: 3 - F³: 2 - FWV: 10 - FDP: 1 - CDU: 7 |

Wahlperiode 2013–2018
In der vergangenen Wahlperiode wechselten mehrere Mitglieder der Stadtvertretung ihre Fraktion: Christiane Dittmer trat aus der FDP aus und schloss sich als parteilose Stadtvertreterin der CDU-Fraktion an. Rainer Haselhorst wechselte von der CDU zu den Freien Wählern. Gunnar Mehnert und Hans-Peter Thomsen traten aus der SPD aus und gründeten die WUW-Fraktion („Wir unternehmen was“).
Somit verfügte die CDU mit Stand von Dezember 2014 über sieben Sitze; SPD und FWV hielten je sechs Sitze, Grüne und WUW jeweils zwei Sitze.
Gemeindewahl 2008
|  | CDU                | 8 Sitze | (−3) |
|  | SPD                | 6 Sitze | (−2) |
|  | Freie Wähler (FWV) | 6 Sitze | (+2) |
|  | GRÜNE              | 1 Sitz  | (+1) |
|  | FDP                | 1 Sitz  | (+1) |
|  | Bürger für Fehmarn | 1 Sitz  | (+1) |

Gemeindewahl 2003
|  | CDU                | 11 Sitze |
|  | SPD                | 8 Sitze  |
|  | Freie Wähler (FWV) | 4 Sitze  |

Während der Legislaturperiode trat Hartmut Specht aus der SPD aus und war somit fraktionslos.
Gemeindewahl 1998
- Gemeinde Bannesdorf: 6 SPD, 6 CDU, 1 Grüne, 1 Freie Wähler
- Stadt Burg: 9 SPD, 7 CDU, 1 Grüne, 1 Freie Wähler, 1 Statt-Partei
- Gemeinde Landkirchen: 10 SPD, 4 CDU, 3 Freie Wähler
- Gemeinde Westfehmarn: 7 SPD, 5 CDU, 1 Freie Wähler
- Gesamt: 32 SPD (50,8 % der Sitze), 22 CDU (34,9 %), 2 Grüne (3,2 %), 6 Freie Wähler (9,5 %), 1 Statt-Partei (1,6 %)

### Wappen
Blasonierung: „In Silber über abwechselnd silbernen und blauen Wellen eine freistehende rote Burg aus Ziegelsteinen mit Zinnenmauer, geschlossenem goldenen Tor und zwei blau bedachten, mit je zwei rundbogigen Fenstern versehenen Zinnentürmen, zwischen denen der rote holsteinische Schild mit dem silbernen Nesselblatt schwebt.“

Goldene Krone im blauen Meer

Durch Beschluss der Stadtvertretung vom 11. März 2004 ist das Wappen der neu gebildeten Stadt Fehmarn rückwirkend zum 1. Januar 2004 das der ehemaligen Stadt Burg auf Fehmarn.
Die „Goldene Krone im blauen Meer“ wurde in ihrem heutigen Aussehen am 3. Mai 1580 Lehnsfahne der Insel Fehmarn. Sie bezieht sich auf das Haus Oldenburg, das damals wie heute das dänische Königshaus bildet. Heutzutage ist sie aber kein offizielles Symbol der Insel mehr und war zwischenzeitlich sogar markenrechtlich geschützt, nachdem sie nicht als Wappen der zusammengeschlossenen Stadt genutzt werden durfte.
Ende des Jahres 2007 errang die Stadt Fehmarn einen großen Erfolg. Laut Bundespatentgericht in München darf „Die Goldene Krone im blauen Meer“ nicht mehr als Schutzmarke eingetragen sein, sondern ist Allgemeingut. Damit ist die Akte zu Gunsten der Fehmaraner geschlossen worden.

### Partnerstädte
- Neringa (Litauen)
- Orth an der Donau (Österreich)
- Rødby (Dänemark)

## Religion
Die Christianisierung begann mit König Knut dem Großen, der Fehmarn im Jahr 1022 dem Bistum Odense auf Fünen unterstellte.
Heute gehört die Mehrheit der Bewohner zur evangelisch-lutherischen Kirche, die in vier Gemeinden mit Sitzen in Burg, Landkirchen, Bannesdorf und Petersdorf gegliedert ist. In Burg befindet sich außerdem eine römisch-katholische Gemeinde.

## Kultur und Sehenswürdigkeiten

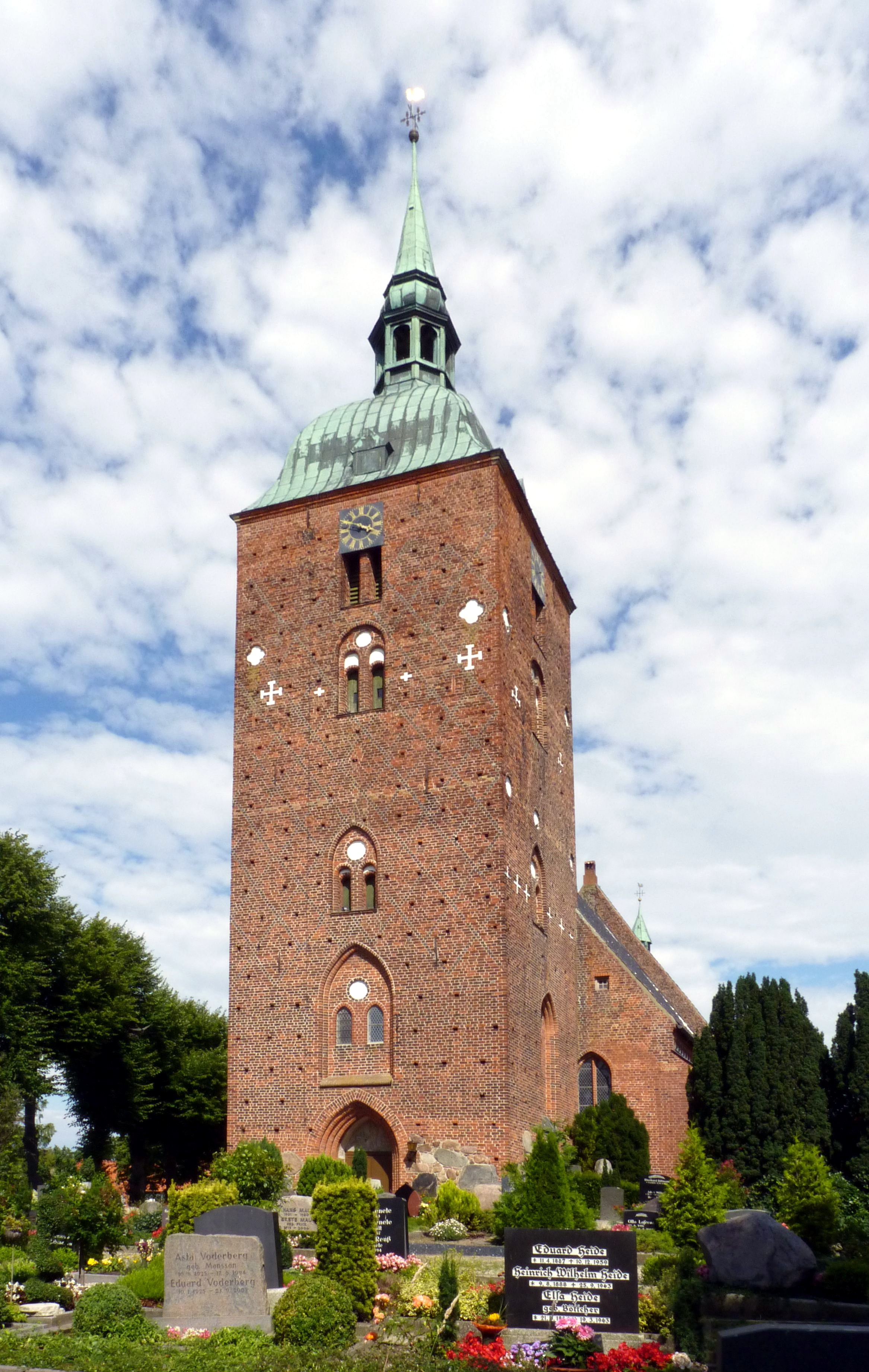
Kirche St. Nikolai in Burg

### Kirchen auf der Insel Fehmarn
- St. Nikolai in Burg
- Johanniskirche in Petersdorf
- Petrikirche in Landkirchen
- Johanniskirche in Bannesdorf
- St.-Jürgen-Kapelle in Burg
- Katholische St.-Franziskus-Xaverius-Kirche in Burg
- Evangelisch-Freikirchliche Christusgemeinde (Baptisten) in Puttgarden

### Museen
- Fehmarn-Museum Burg

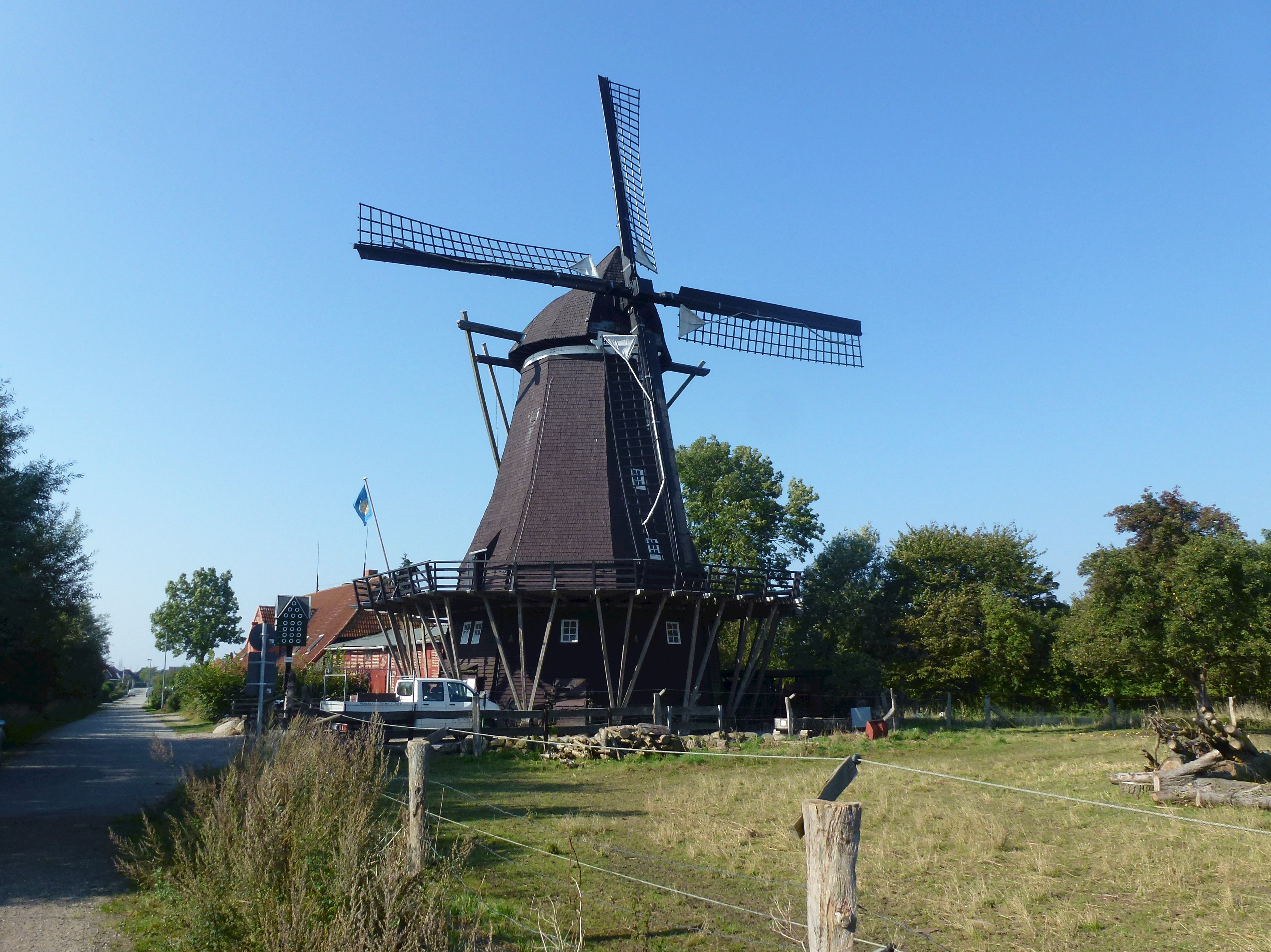
Mühlen- und Landwirtschaftsmuseum Lemkenhafen

- Predigerwitwenhaus von 1581, heute Peter-Wiepert-Heimatmuseum
- Museum Katharinenhof
- Mühlen- und Landwirtschaftsmuseum Lemkenhafen
- E.-L.-Kirchner-Dokumentation
- Schmetterlingsmuseum
- Museum Galileo-Wissenswelt
- U11 U-Boot-Museum in Burgstaaken[25]

### Häfen
- Fährhafen Puttgarden
- Burgstaaken
- Fehmarnsund (ehemaliger Sund-Fährhafen, heute Yachthafen)
- Orth
- Lemkenhafen
- Burgtiefe

### Weitere Sehenswürdigkeiten
- Rathaus von Burg

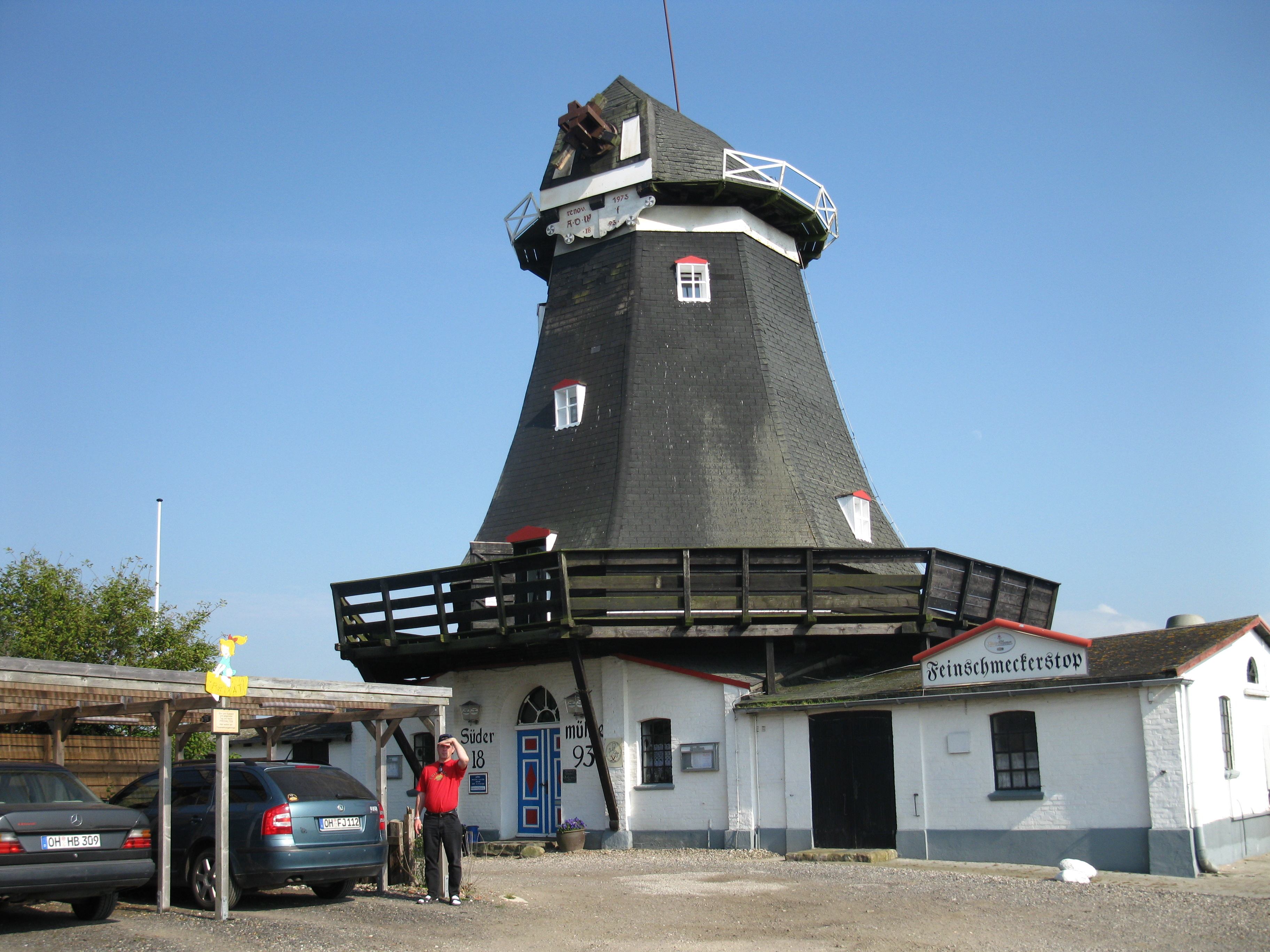
Südermühle (1893) in Petersdorf

- Niobe-Denkmal am Gammendorfer Strand
- Burgruine Glambek in Burgtiefe
- Mühlenmuseum Lemkenhafen
- Südermühle von 1893 in Petersdorf
- Historische Hinrichtungsstätte Galgenberg am Teich Ratssoll bei Petersdorf
- Windmühle Flinke Laura in Dänschendorf
- Gedenkstätte Kriegssoll bei Landkirchen
- Dodelstein mit Hausmarken in Albertsdorf
- Steinzeitgrab Alversteen bei Albertsdorf
- Neubau eines steinzeitlichen Langbettgrabs in Wulfen
- Strände auf Fehmarn (siehe Tourismus)

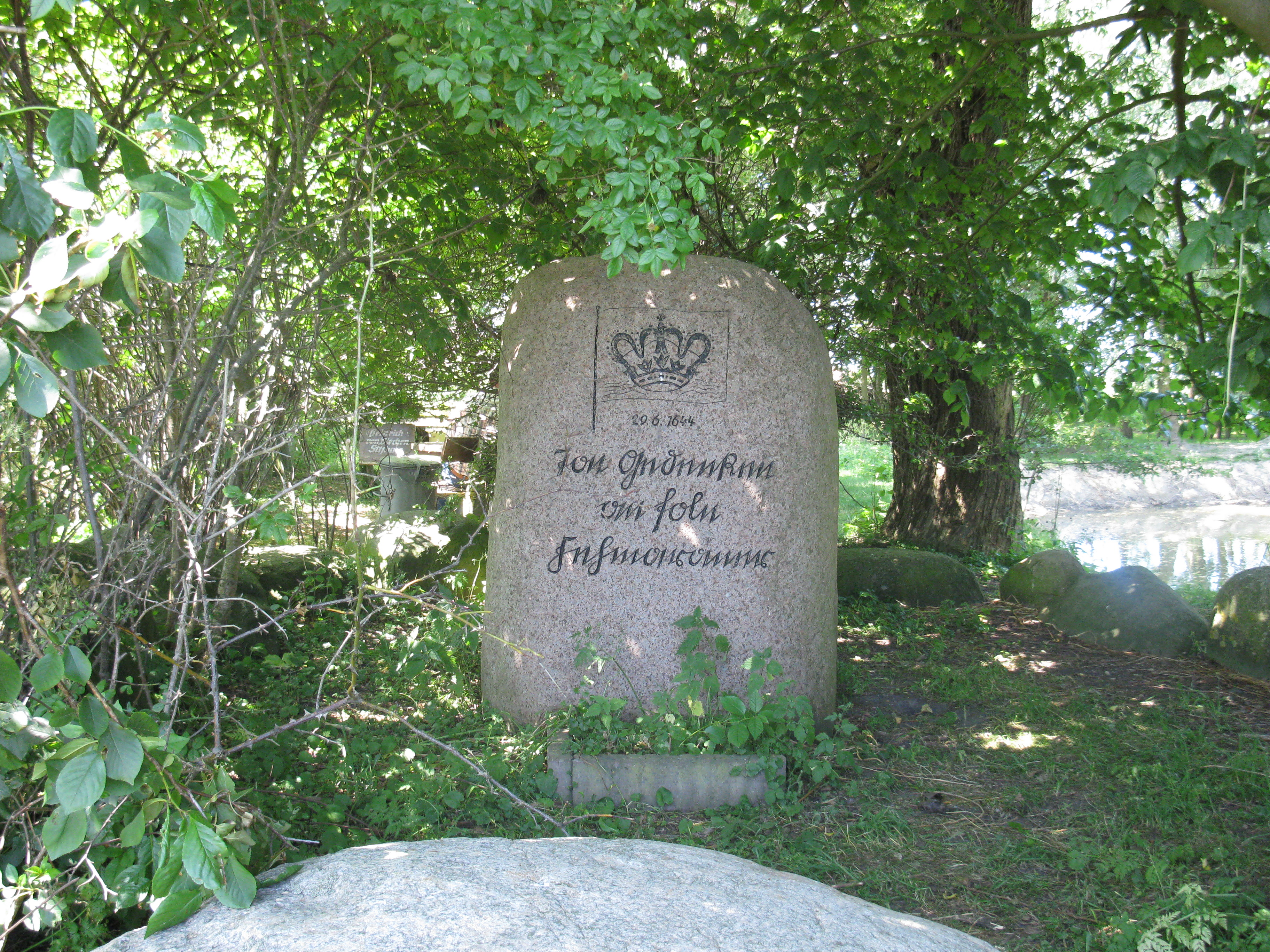
Gedenkstein am Kriegssoll bei Landkirchen

- Meereszentrum Fehmarn

### Leuchttürme auf Fehmarn
- Leuchtturm Flügge
- Leuchtturm Marienleuchte
- Leuchtturm Strukkamphuk
- Leuchtturm Staberhuk
- Leuchtturm Westermarkelsdorf

### Bildung
Schulen
- Grundschule der Stadt Fehmarn in Burg, Mühlenstraße (249 Schüler in 12 Klassen)
- Grundschule Landkirchen, Hauptstraße (127 Schüler in 6 Klassen)
- Inselschule Fehmarn (Gemeinschaftsschule mit gymnasialer Oberstufe und Förderzentrumsanteil), Kantstraße in Burg (874 Schüler in 39 Klassen / 47 Betreute)
- Montessori-Schule (Private Grund- und Gemeinschaftsschule in Trägerschaft der Montessori gGmbH), Klaus-Groth-Straße in Burg (70 Schüler in 4 Klassen)

Schülerzahlen aus dem Schuljahr 2019/2020.
Sonstige Bildungseinrichtungen
- Stadtbücherei, Bahnhofstraße
- Volkshochschule Ostholstein-Nord (Heiligenhafen, Oldenburg, Fehmarn)

Seit 2007 sind alle weiterführenden Schulen auf Fehmarn zur Inselschule Fehmarn zusammengeschlossen. Die Inselschule ist eine der ersten Gemeinschaftsschulen Deutschlands, so dass auch auf nationaler Ebene über die Schulreform berichtet wurde.
Zum Schuljahr 2010/2011 wurde ein Erweiterungsbau neben dem alten Gymnasium bezogen, so dass alle Jahrgänge jetzt zentral unterrichtet werden können. Ältere Planungen sahen vor, für jeden Jahrgang ein eigenes Gebäude zu bauen. Diese Pläne wurden aufgegeben. In dem neuen Schulgebäude befinden sich auch die Aula sowie die Mensa. Die Fachräume befinden sich im alten Gymnasium, das durch einen Durchgang erreicht werden kann. Als Übergangslösung wurden vor und während des Baus des neuen Schulgebäudes einige Klassen in Mobilbauten untergebracht.

### Sport
Die Regatta „Fehmarn Rund“ ist die größte Katamaran-Regatta Deutschlands. Ausrichter ist die Stadt Heiligenhafen.
Von 1994 bis 2010 machte die größte Beachvolleyball-Serie Deutschlands, die Smart Beach Tour, auf Fehmarn jährlich einen Tourstopp.
Seit 2004 findet das internationale Fußballturnier Fehmarn-Cup statt. 2007 nahmen 64 Mannschaften teil.
Als kleiner Beachevent findet seit 2004 jährlich in Burgtiefe ein Beachbasketball-Turnier statt. Auch die deutsche Meisterschaft im Kitesurfen, ehemalige Kitesurf-Trophy, heute Kitesurf-Masters, hat sich auf der Ostseeinsel etabliert. Fehmarn ist bei Kitesurfern bekannt als „Hawaii Deutschlands“. Die Bedingungen rund um die Insel, besonders in der Orther Reede (bei Westwind) und am Grünen Brink (bei Nordostwind), gelten als ideal. Es gibt mehr als zehn mögliche Surfreviere zum Kitesurfen und Windsurfen. Bis 2009 fand am Wulfener Hals das Surf-Festival statt, bei dem es auch ein „Race around Fehmarn“ gab, bei dem Windsurfer gegen Kiter und Katamaran antraten. Den Rekord hielt von 2009 bis 2017 mit 2 Stunden 48 Minuten Bernd Flessner. Am 25. August 2017 wurde dieser Rekord von dem Kitesurfer Florian Gruber mit der Zeit von 1 Stunden 43 Minuten überboten.
Seit der Gründung des Vereins 1912 findet üblicherweise im Juni oder Juli ein großes Reitturnier veranstaltet vom Fehmarnschen Ringreitervereins statt, 2025 erstmals im neu erbauten Reitsportzentrum Fehmarn. Hier sind viele bekannte Spring- und Dressurreiter am Start. Darüber hinaus finden noch drei kleinere Reitturniere statt.

### Eigenarten
- Auf Fehmarn wird ein Kuchen nicht vorgeschnitten. Stattdessen schneidet sich jeder ein Stück ab und reicht den Kuchen weiter. Das gilt auch für das Hauptgericht bei größeren Festen, das es zweimal gibt. So bekommt jeder genau so viel Kuchen, Fleisch, Beilage und Soße, wie er essen möchte.
- Beliebt ist auch das Kartenspiel Scharwenzel, das wohl nur auf Fehmarn gespielt wird.
- Früher gab es etwa 15 Vetterschaften zwischen den verschiedenen Sippen. Diese Tradition haben wohl Einwanderer aus Dithmarschen mitgebracht, wo Vetterschaften bis zum Verbot 1550 üblich waren. Heute existiert nur noch die „Vetterschaft der Mackeprangen und Witten“, der auch der ehemalige deutsche Bundespräsident Karl Carstens angehörte, dessen Großmutter eine geborene Mackeprang war.[31]
- Typisch für Fehmarn sind auch die Kröpel, ein Gebäck, das nur zur Weizenernte zubereitet wird, sowie der (auch in Dänemark beliebte) Kranzkuchen, der nur für Hochzeiten gebacken wird. Er wird vom Brautpaar in kleine Stücke gebrochen und den Hochzeitsgästen zur Nachspeise gegeben.

## Verkehr

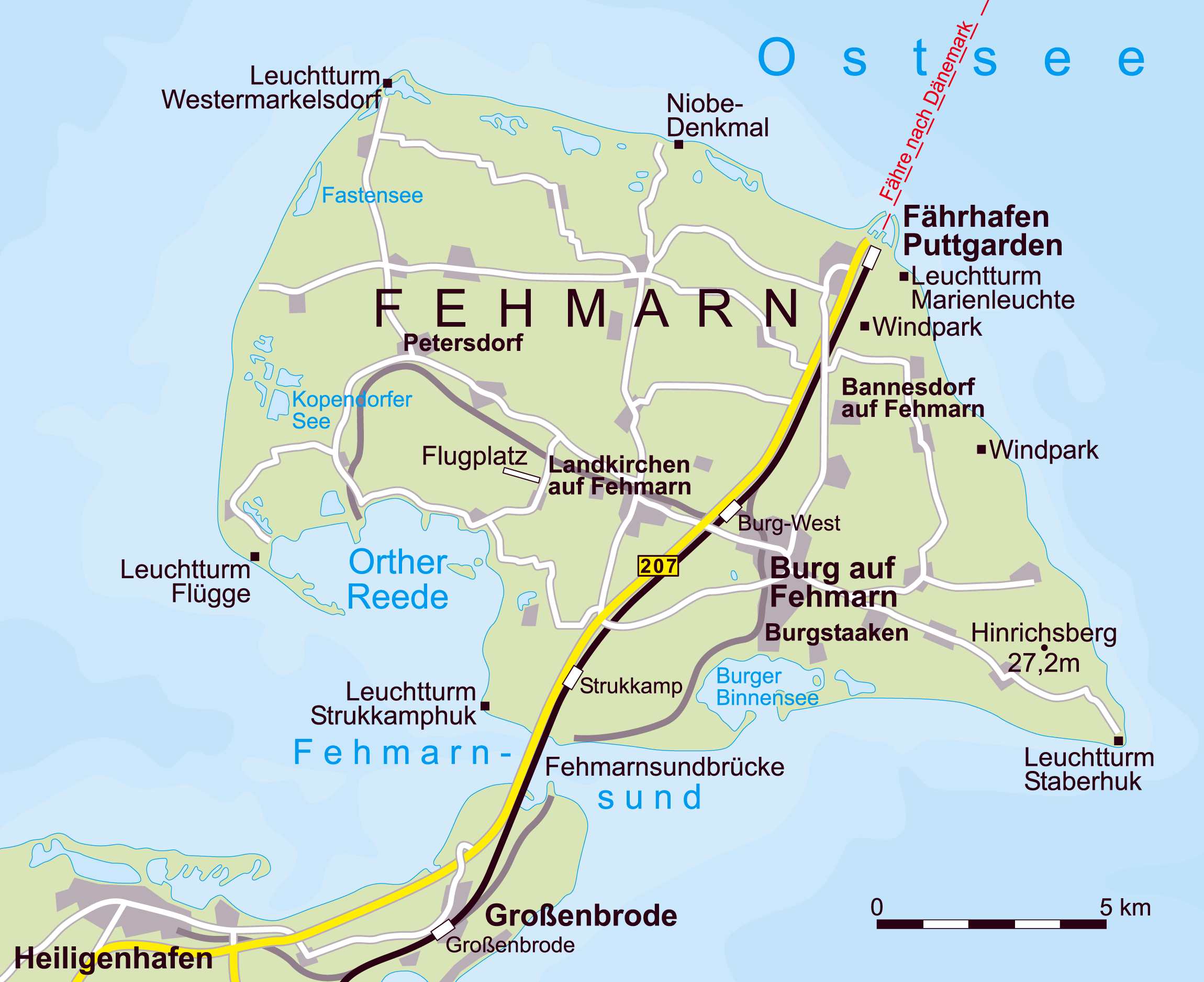
Die Bahnstrecke Lübeck–Puttgarden (Vogelfluglinie) auf Fehmarn (schwarz) und die ehem. KOE (grau)

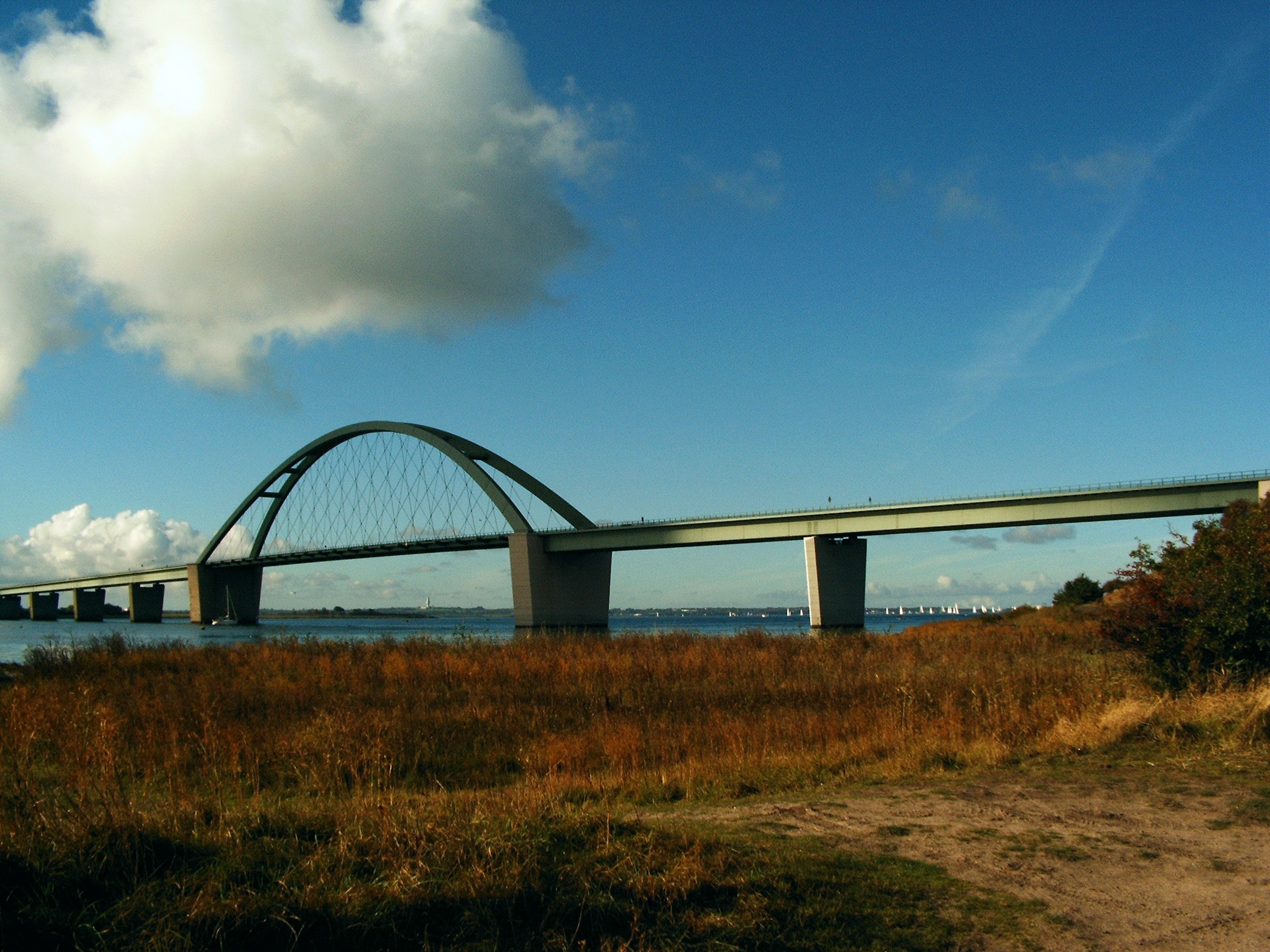
Fehmarnsundbrücke von Fehmarnsund aus mit Blick nach Südwesten über den Sund auf das Festland; Aufnahme 2005

### Anbindung an das Festland und an Dänemark
Fehmarn ist im Eisenbahn- und Straßenverkehr durch die Fehmarnsundbrücke seit 1963 (Eröffnung der Vogelfluglinie) mit dem deutschen Festland verbunden. Bis dahin waren Fähren von Großenbrode die einzigen Zubringer zur Insel. Die Netzwerkbogenbrücke entstand in den Jahren 1960 bis 1963 und wird wegen ihrer Form im Volksmund auch „Kleiderbügel“ genannt. Bereits zu Zeiten des Kaiserreiches und der Weimarer Republik hatte es Pläne für eine Brücke über den Fehmarnsund gegeben, jedoch verhinderten Krieg und Inflation eine Realisierung.
Zwischen Puttgarden und Rødby auf der dänischen Insel Lolland verkehren im Zuge der Vogelfluglinie Trajektfähren von Scandlines in dichtem Takt. Eine Schienen- und Straßenanbindung nach Lolland als Ersatz für die bestehende Fährverbindung wurde lange diskutiert. Am 29. Juni 2007 beschlossen Deutschland und Dänemark den Bau der 19 Kilometer langen festen Querung zwischen Puttgarden und Rødby auf Lolland, dem mittlerweile auch die Parlamente zugestimmt haben. Sie soll 7,4 Milliarden Euro kosten, die hauptsächlich von Dänemark getragen werden und bis 2029 fertig sein. 15 Jahre war über den Bau einer Brücke oder eines Tunnels von Puttgarden nach Rødby spekuliert worden, der das europäische Transitnetz vervollständigen soll und Skandinavien mit dem europäischen Festland über den Fehmarnbelt verbinden würde. Bisher findet dieser Plan einer festen Verkehrsverbindung bei der Bevölkerung keinen großen Zuspruch, da die Arbeitsplätze am Fährhafen Puttgarden entfallen würden, Einbußen im Tourismus erwartet werden und Naturschützer Nachteile für die heimischen Tierarten fürchten.
Am 3. März 2020 bestätigte das Bundesverkehrsministerium Pläne, wonach bis 2028 die Fehmarnsundbrücke durch einen kombinierten Straßen- und Eisenbahntunnel ergänzt werden soll. Die Brücke soll erhalten bleiben und künftig für Fußgänger, Radfahrer sowie langsamen Straßenverkehr zur Verfügung stehen.

### Schienenverkehr

#### Vogelfluglinie
Der Fährbahnhof Puttgarden hat mit der Einstellung des Trajektverkehrs auf der Vogelfluglinie am 14. Dezember 2019 seinen Fernverkehrsanschluss verloren und war bis August 2022 nur durch die Regionalbahn Puttgarden–Lübeck angebunden.
Am 31. Juli 2010 wurde die Station Fehmarn-Burg eröffnet. Sie liegt nördlich des früheren Bahnhofs Burg (Fehmarn) der Inselbahn. Im Zweistundentakt hielten Regionalbahnzüge aus Richtung Lübeck, bis vor einiger Zeit auch Intercity (saisonal ein Zugpaar von Köln). Aufgrund der laufenden Arbeiten zum Ausbau der Strecke fährt bis 2029 nur ein stündlicher Schienenersatzverkehr auf die Insel.

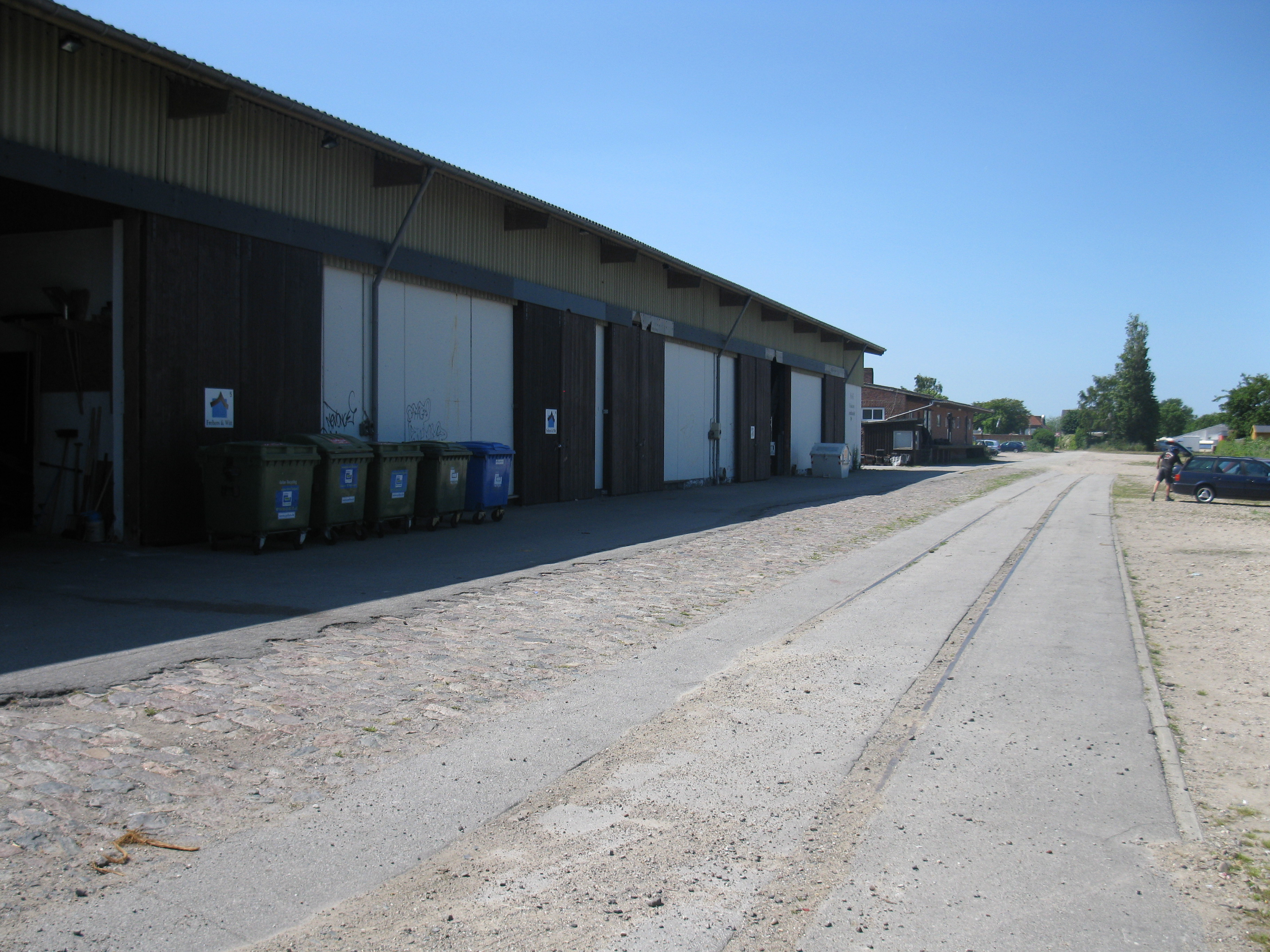
Ehemaliger Bahnhof der Inselbahn Fehmarn in Landkirchen

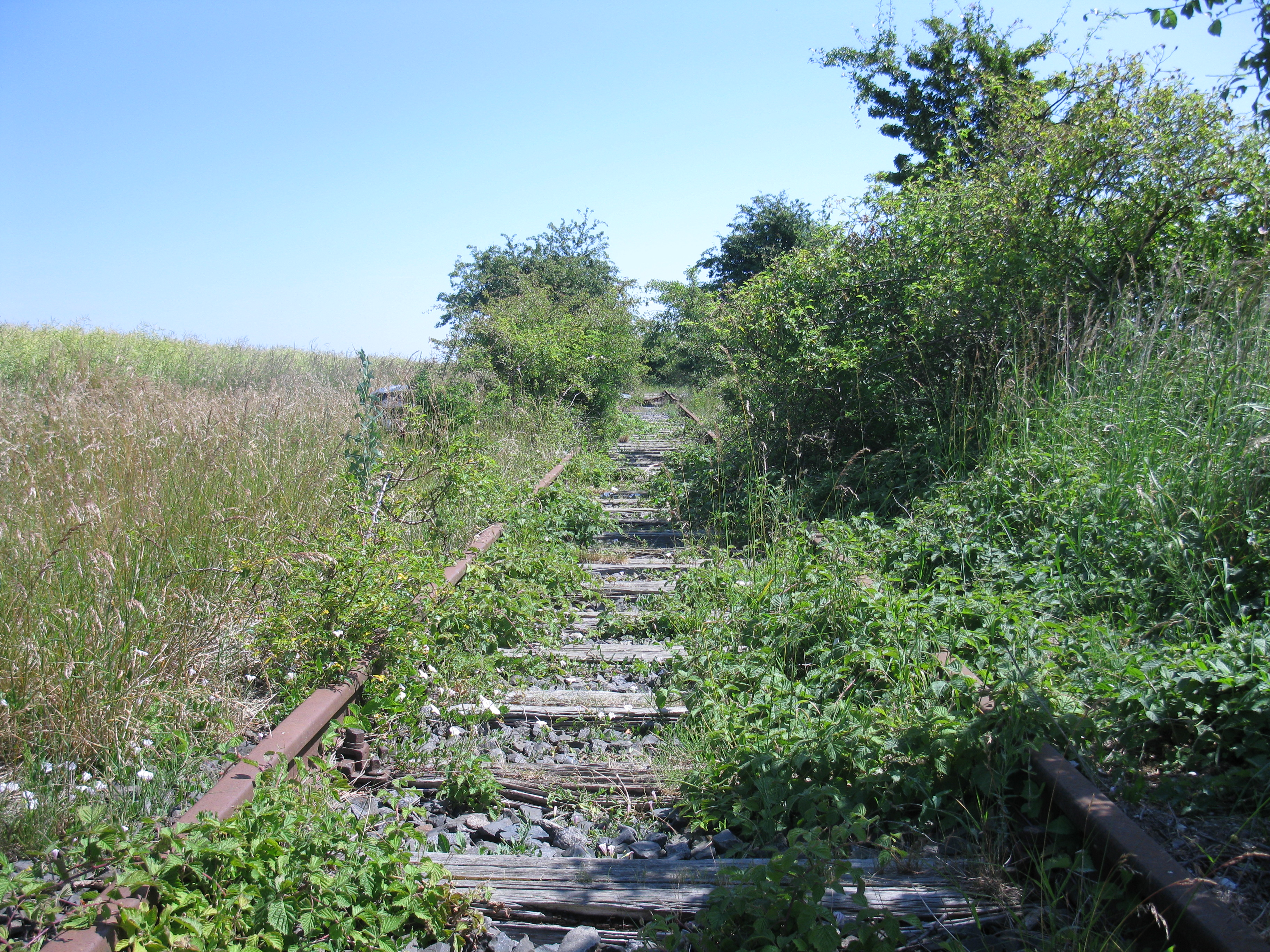
Ehemalige Trasse der Inselbahn Fehmarn bei Landkirchen

#### Inselbahn Fehmarn
Bis Mitte der 1990er Jahre verkehrte auf Fehmarn die Inselbahn Fehmarn, die am 8. September 1905 als Kleinbahn Lütjenbrode–Orth der Kreis Oldenburger Eisenbahn eröffnet wurde. Sie verband die fehmarnschen Ortschaften Orth, Petersdorf, Landkirchen, Burg, Burgstaaken, Wulfen und Fehmarnsund über eine Fähre mit Großenbrode, Lütjenbrode und Heiligenhafen auf dem Festland. Die Lokomotiven für den insularen Streckenteil waren in Burg stationiert, so dass meist nur die Wagen auf der Fähre befördert zu werden brauchten. Nach Aufgabe des Personenverkehrs von Burg nach Orth am 2. Juni 1956 und zum Bahnhof Fehmarnsund am 30. April 1963 verkehrten zum Bahnhof Burg über die Vogelfluglinie noch bis Mai 1984 einzelne Personenzüge. Am 1. Februar 1995 wurde der letzte Abschnitt zwischen Burg und Landkirchen, auf dem noch Güterverkehr betrieben wurde, stillgelegt. Die aufgegebenen Eisenbahntrassen lagen viele Jahre brach.

### Straßenverkehr
Die Europastraße 47, die vom Fehmarnsund über die Insel zum Fährhafen Puttgarden führt, ist Teil der Vogelfluglinie, also des europäischen Transitverkehres.
Bis zur Fertigstellung der Fehmarnsundbrücke 1963 gab es auf Fehmarn keine Vorfahrtschilder, es galt grundsätzlich „rechts vor links“. Bis dahin wurde bei nicht bestandener Führerscheinprüfung auch noch eine „regional begrenzte Fahrerlaubnis“ ausgestellt, die nur für die Insel galt, mit der aber nicht auf dem Festland gefahren werden durfte.

### ÖPNV
In der Tarifzone 1 von Fehmarn ist der ÖPNV ab August 2025 für Bürger der Stadt Fehmarn, Inhaberinnen und Inhaber von Jahresostseecards sowie Übernachtungsgäste kostenlos. Der nur an Werktagen verkehrende Bürgerbus Fehmarn ist bereits seit April 2025 für Besitzer einer gültigen ostseecard sowie für alle mit Hauptwohnsitz auf Fehmarn gemeldete Personen kostenlos.

### Fahrradverkehr
Auf und über Fehmarn führen einige nationale und internationale Fahrradrouten, z. B. der Ostseeküsten-Radweg, der als Teil des europäischen EuroVelo-Routennetzes um die Ostsee führt.

### Flugverkehr
In Neujellingsdorf gibt es den Flugplatz Neujellingsdorf.

## Wirtschaft

### Tourismus
Dadurch begünstigt, dass Fehmarn mit rund 2152 Sonnenstunden im Jahr (gemessen an der Wetterstation in Wulfen im Jahre 2009) zu den sonnenreichsten Orten Deutschlands gehört, kommen jedes Jahr rund 300.000 Besucher, Tagesgäste nicht mitgerechnet, auf die Insel. Nach der Fusion zur Stadt „Fehmarn“ ging aus der ehemaligen Kurverwaltung und der Fehmarn-Tourismus GmbH, der Tourismus-Service Fehmarn hervor. Dieser ist für die touristische Weiterentwicklung und Vermarktung der Ostseeinsel zuständig.
Besonders in der Ferienzeit wird das Erholungsangebot des Heilbades Burg auf Fehmarn genutzt, so dass in der Regel alle Schlafstätten ausgebucht sind. Hier liegt unter anderem das Ferienzentrum der IFA. Im sonstigen liegen in der ganzen Burgtiefener Anlage Spielplätze, Minigolfplätze, Boulespielfelder und sonstige Sportaktivitäten. Das Wellen- und Erlebnisbad FehMare wurde am 28. Februar 2009 eröffnet.
Stark geschätzt wird das Angebot des Urlaubes auf Fehmarn seit der Errichtung der Fehmarnsundbrücke. So wurde es für die Bewohner des Festlandes leichter und schneller, nach Fehmarn überzusetzen. Die bis dahin stark auf die Landwirtschaft ausgerichteten Fehmaraner nutzten die Chance und boten den Großstädtern den bis dahin unbekannten und heute kommerziell wichtigen „Urlaub auf dem Bauernhof“ an.
Die Strände auf Fehmarn:
- Altenteil
- Bojendorfer Strand
- Burgtiefe (Südstrand)
- Fehmarnsund
- Flügge
- Gammendorfer Strand
- Gold
- Gollendorfer Strand
- Grüner Brink
- Katharinenhof (siehe Bild)
- Marienleuchte

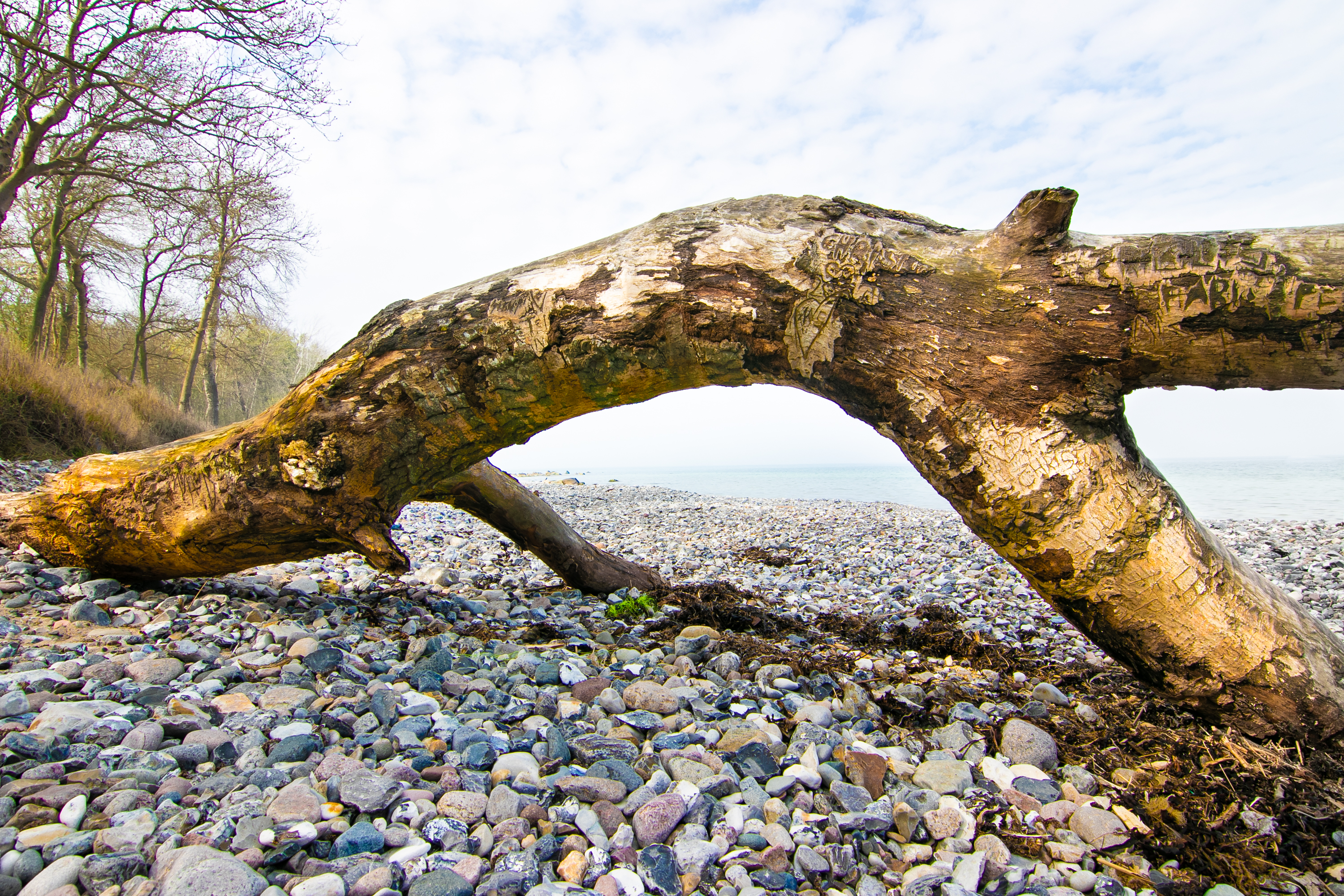
Treibholz am Katharinenhofer Naturstrand

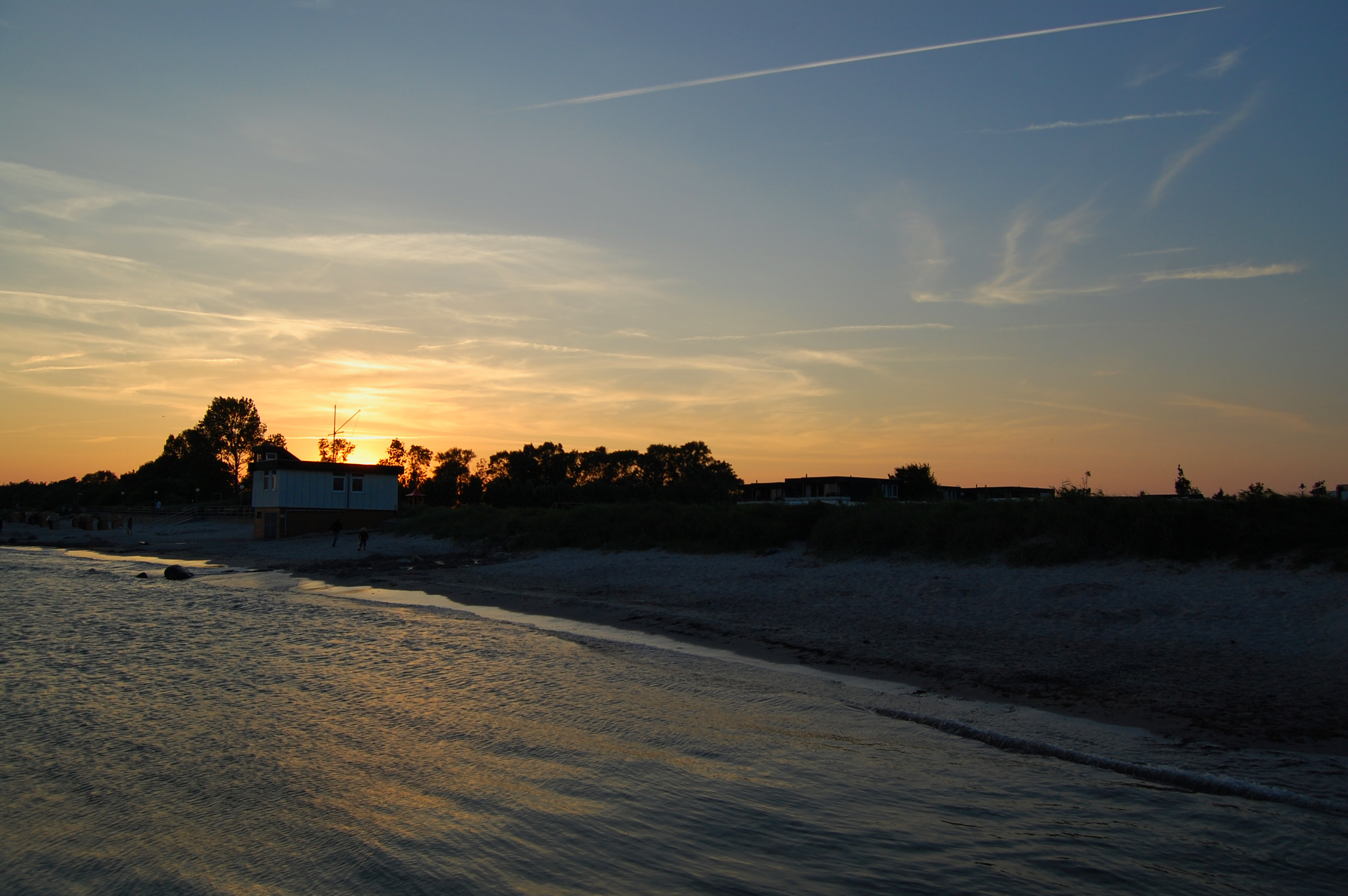
Meeschendorfer Strand

- Meeschendorfer Strand (siehe Bild)
- Presen
- Puttgardener Strand
- Wallnau
- Wenkendorfer Strand (Teichhof)
- Westermarkelsdorfer Strand

### Windkraftanlagen
Seit 1985 werden auf Fehmarn Windkraftanlagen errichtet. Bisher entstanden fünf Windparks; der „Windpark Fehmarn“ wurde mit 34 Windkraftanlagen ehemals in das Guinness-Buch der Rekorde als Deutschlands größter Windpark eingetragen.
Die Errichtung dieser Anlagen war unter den Bewohnern der Insel umstritten, da sie zum einen Arbeitsplätze sichern und hohe Gewerbesteuereinnahmen bringen, zum anderen jedoch die bisher landwirtschaftlich geprägte Umwelt Fehmarns beeinträchtigen und so möglicherweise dem Tourismus schaden. Allerdings steht die große Mehrheit der Einwohner den Anlagen positiv gegenüber.
Seit Mitte der 2000er-Jahre werden die Windparks einem Repowering unterzogen, um bei gleichzeitiger Erhöhung von installierter Leistung und Stromertrag die Anzahl der Einzelanlagen zu reduzieren. Die Zahl der 144 Windräder soll durch das Aufstellen größerer und leistungsfähigerer Räder auf etwa 120 gesenkt werden. So wurden bis August 2010 112 Windkraftanlagen mit einer Gesamtleistung von 50 MW durch 74 neue Anlagen mit einer Nennleistung von 166 MW ersetzt. Das Regelarbeitsvermögen stieg dabei von 104 auf 380 GWh jährlich, was dem Stromverbrauch von 109.000 Haushalten entspricht.
Rund 30 Kilometer nordöstlich von Fehmarn steht der dänische Offshore-Windpark Rødsand, der bei Errichtung der größte Offshore-Windpark der Welt war. Da außerdem überdurchschnittlich viele Solaranlagen pro Kopf existieren und zudem Energie in Biomassekraftwerken gewonnen wird, produziert Fehmarn aus erneuerbaren Energien ein Vielfaches des eigenen Stromverbrauchs.

### Medien
In Burg erscheinen die Zeitung Fehmarnsches Tageblatt und das kostenlose Fehmarn Magazin. Weiter gibt es Lokalausgaben der Lübecker Nachrichten (Ostholstein-Nord) sowie der Gratiszeitungen der reporter und Urlaubs-Kurier.

## Bekannte Personen der Insel
Personen, die auf Fehmarn gelebt und gewirkt haben oder durch ihre Familie der Insel verbunden sind:
| Name                                           | bekannt als                                                                 | Verbindung zu Fehmarn                                                                                       |
| ---------------------------------------------- | --------------------------------------------------------------------------- | --- |
| Jep Nissen Andersen (1896–1974)                | Heimatdichter                                                               | war Volksschullehrer auf Fehmarn                                                                            |
| Jens-Uwe Beyer alias Popnoname (* 1978)        | Musiker                                                                     | auf Fehmarn aufgewachsen                                                                                    |
| Jürgen Blin (1943–2022)                        | Schwergewichtsboxer (unter anderem gegen Muhammad Ali)                      | in Burg auf Fehmarn geboren                                                                                 |
| Christian Calenus (1529–1617)                  | Mathematiker, Mediziner, Historiker und Dichter.                            | auf Fehmarn geboren                                                                                         |
| Helmut Frenz (1933–2011)                       | Bischof und Menschenrechtsaktivist                                          | fünf Jahre Gemeindepfarrer auf Fehmarn                                                                      |
| David Gloxin (1597–1671)                       | Bürgermeister und Diplomat der Hansestadt Lübeck                            | in Burg auf Fehmarn geboren                                                                                 |
| Klaus Groth (1819–1899)                        | Schriftsteller niederdeutscher Sprache                                      | schrieb hier den „Quickborn“                                                                                |
| Axel Hager (* 1969)                            | Beach-Volleyballspieler, Bronzemedaillengewinner in Sydney 2000             | in Burg auf Fehmarn geboren                                                                                 |
| Roger Handt (* 1945)                           | Radiomoderator des WDR                                                      | auf Fehmarn geboren                                                                                         |
| Lina Heydrich (1911–1985)                      | Ehefrau des Kriegsverbrechers Reinhard Heydrich                             | auf Fehmarn geboren                                                                                         |
| Dora Heyenn (* 1949)                           | 2008–2015 Fraktionsvorsitzende der Linken in der Hamburgischen Bürgerschaft | in Kopendorf auf Fehmarn geboren                                                                            |
| Gisela Hoffmann (* 1963)                       | Künstlerin                                                                  | auf Fehmarn geboren                                                                                         |
| Arwed Imiela (1929–1982)                       | Frauenmörder                                                                | auch bekannt als „Der Blaubart“, verscharrte hier mehrere seiner Opfer                                      |
| Ernst Ludwig Kirchner (1880–1938)              | Maler des Expressionismus                                                   | Ernst Ludwig Kirchner auf Fehmarn                                                                           |
| Christian Kortholt der Ältere (1633–1694)      | protestantischer Theologe                                                   | in Burg auf Fehmarn geboren                                                                                 |
| Gustav Kröhnke (1826–1904)                     | Zivilingenieur und Landvermesser                                            | hatte als erster die Idee der Vogelfluglinie als kürzester Verbindung zwischen Skandinavien und Deutschland |
| Ronny Marcos (* 1993)                          | Fußballspieler                                                              | auf Fehmarn aufgewachsen                                                                                    |
| Xaver Edmund Karl von Mellenthin (1827–1915)   | preußischer Offizier                                                        | besetzte Fehmarn 1864 im Zuge des Deutsch-Dänischen Krieges                                                 |
| Wilhelm Mildenstein (1870–1933)                | führte als Pastor den niederdeutschen Gottesdienst ein                      | in Burg auf Fehmarn geboren                                                                                 |
| Ludwig von Moltke (1790–1864)                  |                                                                             | dänischer Amtmann auf Fehmarn                                                                               |
| Benedikt Niese (1849–1910)                     | Klassischer Philologe und Althistoriker                                     | in Burg auf Fehmarn geboren                                                                                 |
| Charlotte Niese (1854–1935)                    | Schriftstellerin                                                            | in Burg auf Fehmarn geboren                                                                                 |
| Hans Hansen Palmus (1901–1989)                 | Heimatdichter                                                               | Dorflehrer in Vadersdorf                                                                                    |
| Peter Otzen (1810–1891)                        | Propst und Präsident der Schleswigschen Ständeversammlung                   | 1851–1881 in Burg tätig                                                                                     |
| Irmgard Riessen (* 1944)                       | Schauspielerin                                                              | in Burg auf Fehmarn geboren                                                                                 |
| Birger Schmidt (* 1964)                        | Träger des Bundesverdienstkreuzes                                           | auf Fehmarn aufgewachsen                                                                                    |
| Amalie Schoppe (1791–1858)                     | Dichterin                                                                   | in Burg auf Fehmarn geboren                                                                                 |
| Leonhard Selle (1816–1884)                     | Organist                                                                    | 1843–1855 auf Fehmarn tätig                                                                                 |
| Diether Trede (1932–2008)                      | Fußballer und Studienrat                                                    | in Burg auf Fehmarn geboren                                                                                 |
| Peter Wiepert (1890–1980)                      | Heimatforscher                                                              | in Bisdorf auf Fehmarn geborn                                                                               |
| Nick Wilder (eigentlich Klaus Wilder) (* 1952) | Schauspieler                                                                | auf Fehmarn geboren                                                                                         |
| Dirk Weetendorf (* 1972)                       | ehemaliger Fußballprofi und -trainer                                        | in Burg auf Fehmarn geboren                                                                                 |
| Peter Witte (1641–1713)                        | Landvogt von Fehmarn und Stifter der Johannigebet                           | im Lemkenhafen auf Fehmarn geboren                                                                          |

Fehmarn hat einige erfolgreiche Reiter hervorgebracht, darunter Inga Czwalina sowie Hans-Thorben und Kai Rüder (Weltmeister Vielseitigkeit 2009).

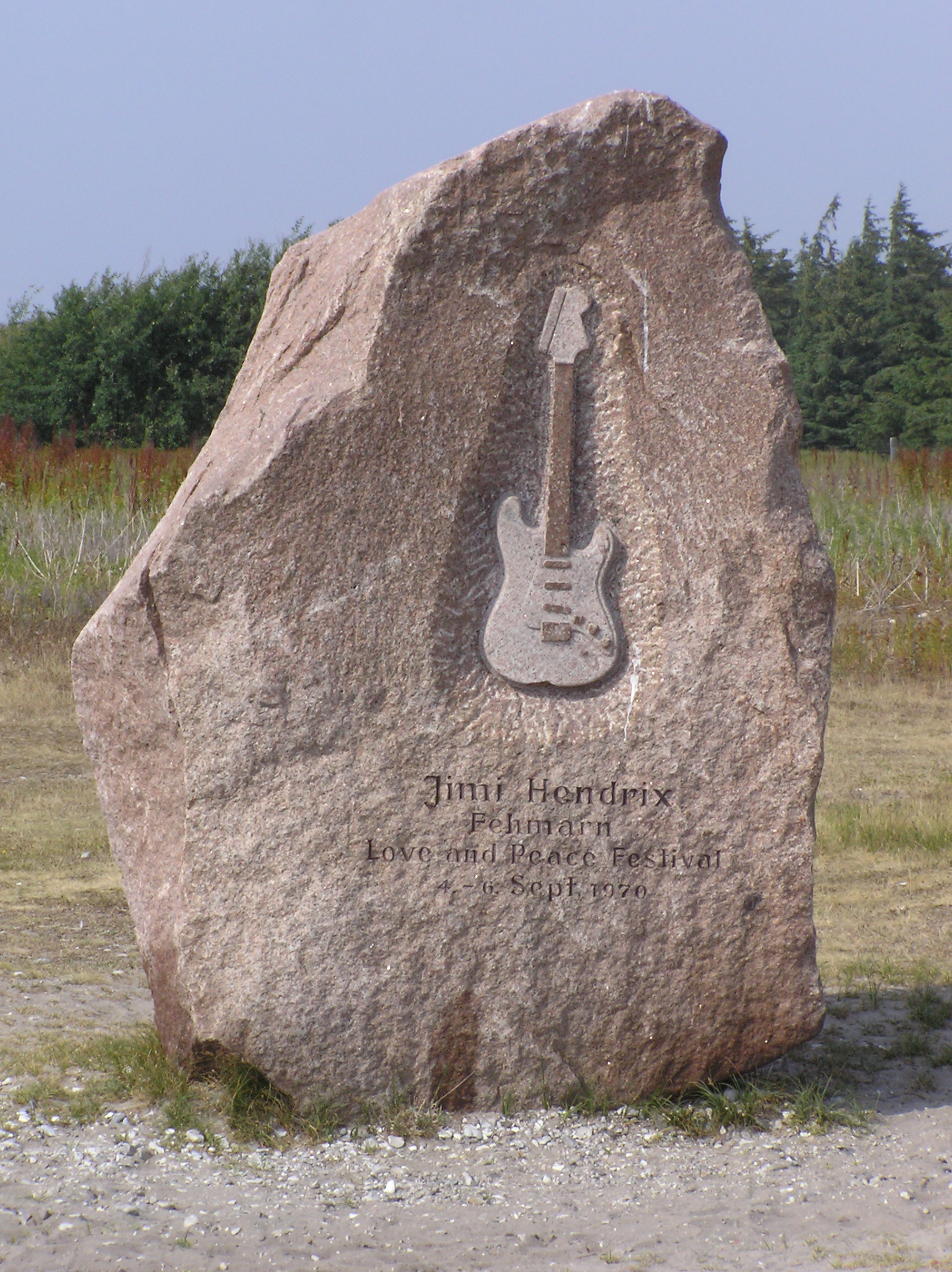
Gedenkstein für Jimi Hendrix’ letzten Auftritt bei Flügge auf Fehmarn

## Sonstiges
- Im Jahre 1968 wurde der Spielfilm Morgens um sieben ist die Welt noch in Ordnung zum Teil auf der Insel Fehmarn gedreht; 1969 die Fortsetzung Wenn süß das Mondlicht auf den Hügeln schläft.
- Der US-amerikanische Musiker Jimi Hendrix gab auf der Insel beim Love-and-Peace-Festival vom 4. bis zum 6. September 1970 auf Fehmarn zwischen Flügge und Püttsee sein letztes Konzert. Die Band Ton Steine Scherben gab bei dieser Veranstaltung ihr erstes großes Konzert.